# Subcultura gótica

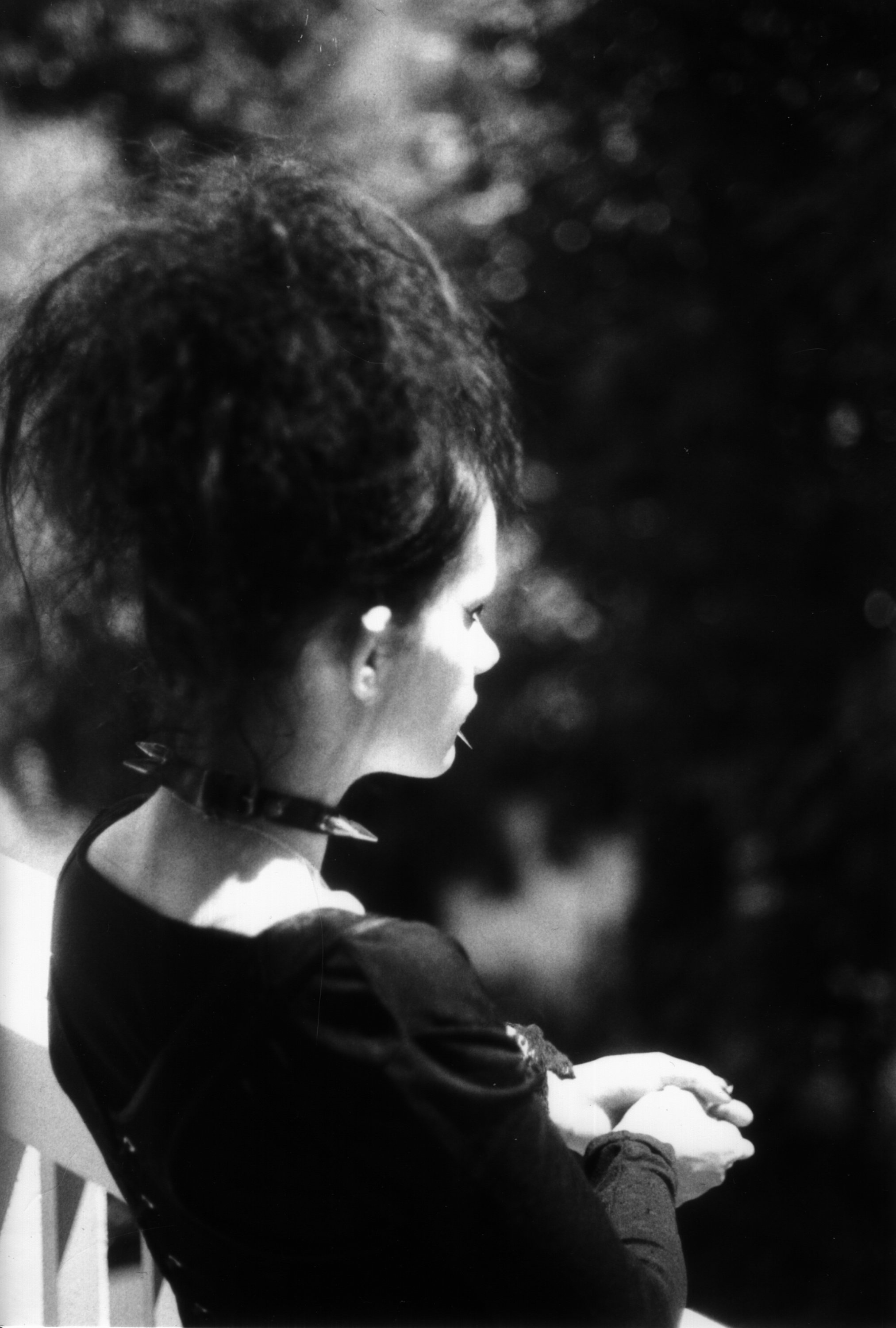
Fotografía de una mujer gótica. (Le Kremlin-Bicêtre, Francia, 2001).

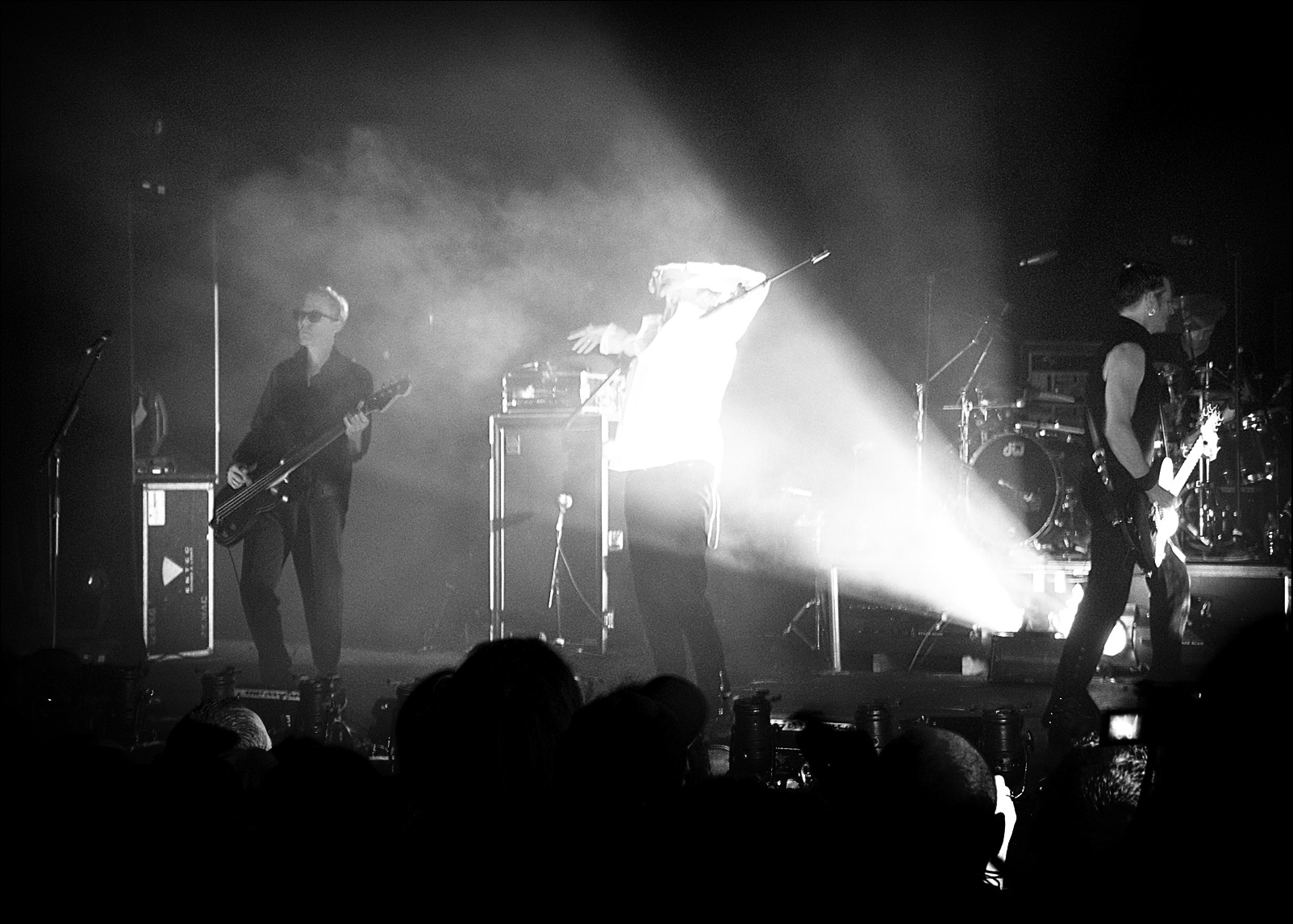
La banda de rock gótico Bauhaus es una de las pioneras del movimiento. Su primer sencillo, Bela Lugosi's Dead, lanzado el 6 de agosto de 1979, generalmente se considera como el primer disco de rock gótico. En la imagen, durante un concierto en Londres, Inglaterra, en el año 2006.

La subcultura gótica es un movimiento subcultural (o cultura underground) que surgió en el Reino Unido entre finales de los años 1970 y mediados de los años 1980 dentro de la escena del rock gótico, una derivación del post-punk con influencias del glam rock. El nombre, subcultura gótica, deriva directamente del género musical. 
Entre las más notables bandas post-punk que dieron forma a este género y ayudaron a desarrollar los posteriores aspectos de la subcultura, se cuentan a Siouxsie And The Banshees, Joy Division, Bauhaus, y The Cure.
Aunque la música gótica abarca varios géneros y subgéneros, todos estos tienen en común la tendencia hacia una estética oscura, una atmósfera musical densa y un sonido sobrio. Los géneros de la música gótica son:  rock gótico, deathrock, dark wave, coldwave y wave etéreo. Algunas de las principales características formales de la música gótica son: una caja de ritmos post-punk de 4/4, sonidos de sintetizadores generalmente con melodías en tonos menores y armonías disonantes, guitarras distorsionadas y con efecto flanger, y una línea de bajo líder prominente. Además de los géneros musicales mencionados, existen otros géneros relacionados con la subcultura gótica, aunque no sean considerados como géneros góticos en un sentido estricto, como es el caso del metal gótico.
La música gótica dio lugar a una subcultura más amplia que incluye expresiones artísticas, tendencias estéticas y manifestaciones culturales que indican influencias del Romanticismo, la narrativa gótica, el cine de terror y, en menor medida, la cultura BDSM. La escena se centra en festivales de música, clubes nocturnos y reuniones organizadas.
Los estilos de vestimenta dentro de la subcultura se basaron inicialmente en el punk, el deathrock, el glam rock y los personajes clásicos del cine de terror, y en la actualidad los estilos suelen ser eclécticos. Entre los artistas que marcaron tendencias estéticas desde el principio se destacan Siouxsie Sioux, Patricia Morrison, Robert Smith y Dave Vanian, entre otros. El denominador común es la preponderancia del color negro, y es habitual el uso de delineador de ojos o kohl tanto en hombres como en mujeres y el maquillaje facial para resaltar palidez en el rostro.

## Música

### Precursores

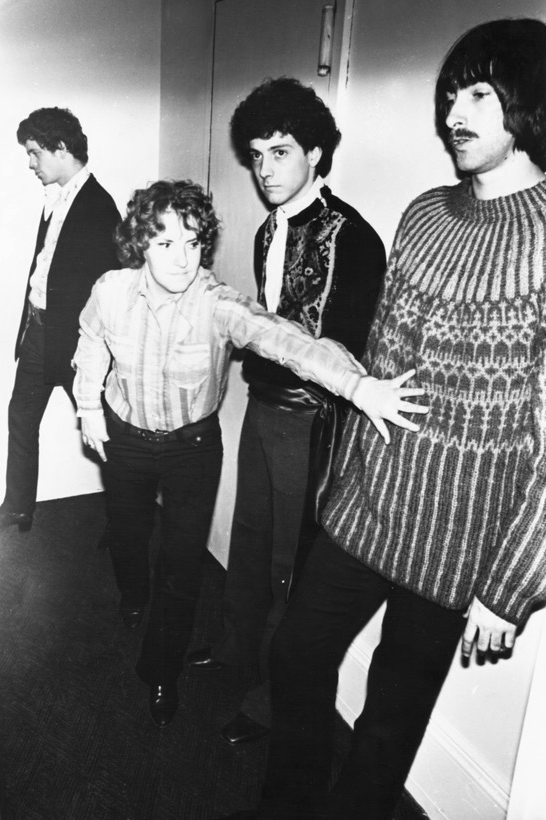
Integrantes de The Velvet Underground en 1968.

El término "rock gótico" fue acuñado en 1967 por el crítico musical John Stickney para describir una reunión que tuvo con Jim Morrison en una bodega con poca luz a la que se refirió como «la sala perfecta para honrar el rock gótico de The Doors»; incluso hay quienes afirman que la canción The End, de dicha banda, puede ser considerada como precursora remota de la música gótica. Ese mismo año, la banda estadounidense The Velvet Underground, con su canción All Tomorrow's Parties, creó, según el historiador de la música Kurt Loder, una especie de «obra maestra de rock gótico fascinante». Al año siguiente, la cantautora alemana Nico lanzó su segundo álbum, titulado The Marble Index, que por su atmósfera oscura y siniestra se considera también un claro precursor de la música gótica.
A fines de la década de 1970, el adjetivo gothic (gótico) se usó para describir la atmósfera de bandas post-punk como Siouxsie And The Banshees, Joy Division y Magazine. En una crítica en vivo sobre un concierto de Siouxsie and the Banshees en julio de 1978, el crítico Nick Kent escribió que, con respecto a su música, «ahora se pueden hacer paralelismos y comparaciones con arquitectos de rock gótico como The Doors y, desde luego, el antiguo The Velvet Underground». En marzo de 1979, en su reseña del segundo álbum de Magazine, Secondhand Daylight, Kent notó que había «un nuevo sentido de autoridad austero» en la música, con un «sonido neogótico húmedo». El 15 de septiembre de ese año, el término también fue utilizado por el representante de Joy Division, Tony Wilson, en una entrevista para el programa Something Else de la BBC. Wilson describió a Joy Division como "gótico" en comparación con la corriente principal del pop, justo antes de una presentación en vivo de la banda. El término se aplicó más tarde a bandas más nuevas como Bauhaus, que había sido influenciada por Joy Division y Siouxsie and the Banshees.
En 1979, la revista Sounds describió a Joy Division como «gótico» y «teatral». En febrero de 1980, Melody Maker calificó a la misma banda como «maestros de esta oscuridad gótica»; el crítico Jon Savage diría más tarde que su cantante, Ian Curtis, escribió «la declaración definitiva del gótico del norte». Sin embargo, no fue sino hasta principios de la década de 1980 que el rock gótico se convirtió en un género de música coherente y diferenciado del post-punk, y que los seguidores de estas bandas comenzaron a unirse en un movimiento claramente reconocible.

### Orígenes y escena inglesa

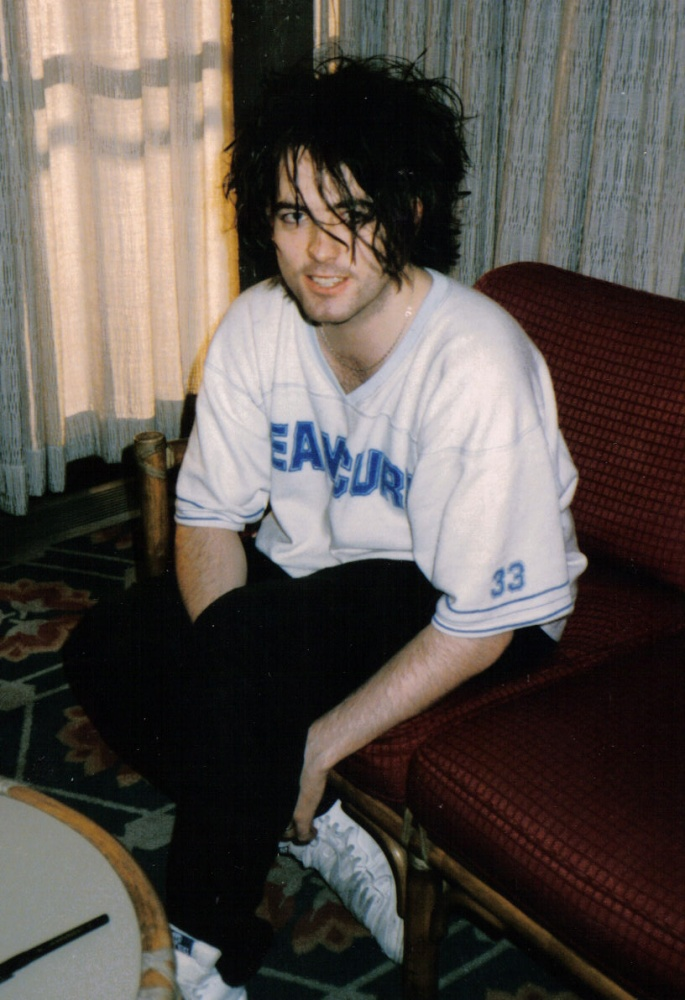
Robert Smith, vocalista de The Cure, en octubre de 1985.

El primer sencillo de Bauhaus, Bela Lugosi's Dead, lanzado en 1979, generalmente se considera como el punto de partida del rock gótico como género independiente, y la canción homónima, de casi 10 minutos de duración, y que hace parte del mismo sencillo, se considera como la primera canción de rock gótico de la historia. Esta canción fue parte de la banda sonora de la película El ansia (1983), que es una película de culto para los góticos.

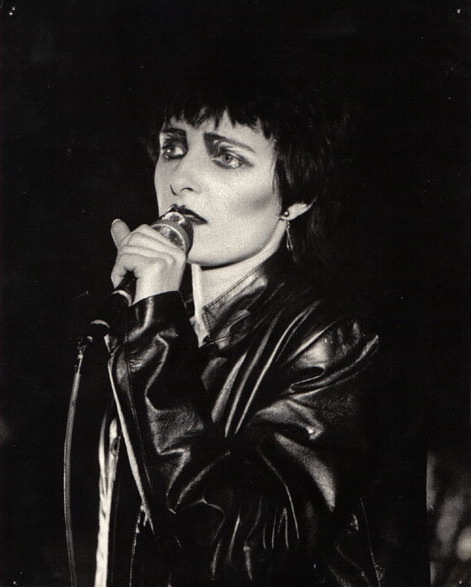
Siouxsie Sioux, vocalista de Siouxsie And The Banshees.

En julio de 1982, los miembros de la banda Specimen fundaron el club nocturno Batcave en el barrio del Soho, en Londres (Inglaterra), lo que proporcionó un importante punto de encuentro para la escena emergente. Entre los artistas que solían tocar en Batcave se encontraban Robert Smith, Siouxsie Sioux, Steven Severin, Foetus, Marc Almond y Nick Cave, entre otros. Posteriormente, en Inglaterra, el término batcaver se usó para describir a los góticos de vieja escuela.
El género del rock gótico se diferenció del post-punk principalmente por un sonido más oscuro y letras más introspectivas y existenciales; sin embargo, los dos géneros nunca han dejado de estar estrechamente ligados. Las bandas que definieron y abrazaron el nuevo género incluyeron Bauhaus, Adam & the Ants, The Cure, The Sisters of Mercy, Southern Death Cult, Specimen, Sex Gang Children, UK Decay, Virgin Prunes, Killing Joke y The Damned. También se destacó dentro de este mismo estilo la banda australiana The Birthday Party.

### El surgimiento del deathrock

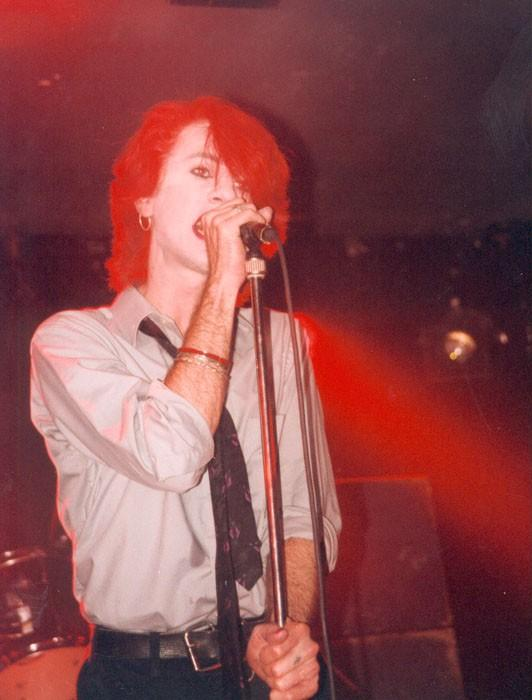
Rozz Williams, fundador de Christian Death, es considerado el padre del deathrock.

Independientemente de la escena del rock gótico inglés, y casi al mismo tiempo, en California (EE. UU.) el death rock comenzaba a surgir como un movimiento independiente del punk y del post-punk estadounidenses. En poco tiempo, el deathrock entró a formar parte de la escena gótica de los Estados Unidos. Algunas de las bandas pioneras de este nuevo género fueron Christian Death (cuyo fundador, Rozz Williams, se considera el padre del deathrock), 45 Grave y Voodoo Church. El deathrock tuvo posterior influencia en bandas como Cinema Strange y All Gone Dead, fundadas en 1994 y 2003 respectivamente. 

### Expansión de la escena

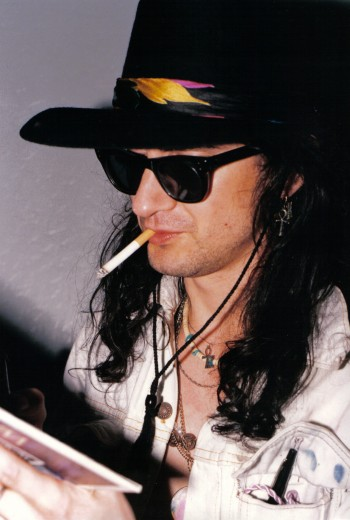
Wayne Hussey, vocalista de The Mission, en 1987.

A mediados de la década de 1980, la escena gótica comenzó a proliferar tanto en Europa como en los Estados Unidos con bandas como The Church, Alien Sex Fiend, The Mission (considerada una de las bandas fundamentales de la invasión británica de rock gótico), The March Violets, Xmal Deutschland, The Membranes, The Danse Society, The Lords of the New Church, Mephisto Walz, Burning Image, Ausgang y Fields of the Nephilim; estos últimos asumieron una peculiar estética siniestra y oscura asociada al western tradicional, por lo que fueron conocidos como cowboys siniestros. En 1983, la banda The Cult, fundamental para la historia del hard rock, inició su actividad con influencias del post-punk.

### Años 1990
Los años 1990 vieron un crecimiento aún mayor de las bandas de la década de 1980 y el surgimiento de otras nuevas. Factory Records, 4AD Records y Beggars Banquet Records lanzaron mucha de esta música en Europa, mientras que Cleopatra Records, entre otros, hicieron lo propio en EE. UU., donde la subcultura gótica creció especialmente en Nueva York, Los Ángeles y Orange County (California), con muchos clubes nocturnos que programaban gothic/industrial nights ("noches góticas/industriales"). La popularidad de las bandas del sello 4AD resultó en la creación de un sello similar en EE. UU., Projekt Records, que produjo lo que coloquialmente se conoce como wave etéreo (ethereal) un subgénero del darkwave.
A mediados de los años 1990 se diversificaron los estilos de música que se escuchaban en los lugares a los que concurrían los góticos.  Los estilos de música variaban desde rock gótico o deathrock hasta música industrial, EBM, dark ambient, música experimental, synthpop, shoegazing, punk rock y glam rock de la década de 1970 (no confundir con la posterior música glam). Esta variedad fue resultado de la necesidad de maximizar la asistencia de todos fuera de la escena de música alternativa, particularmente en los pueblos pequeños, y debido a los gustos eclécticos de los miembros de la subcultura; pero también señaló nuevos cambios en la actitud.

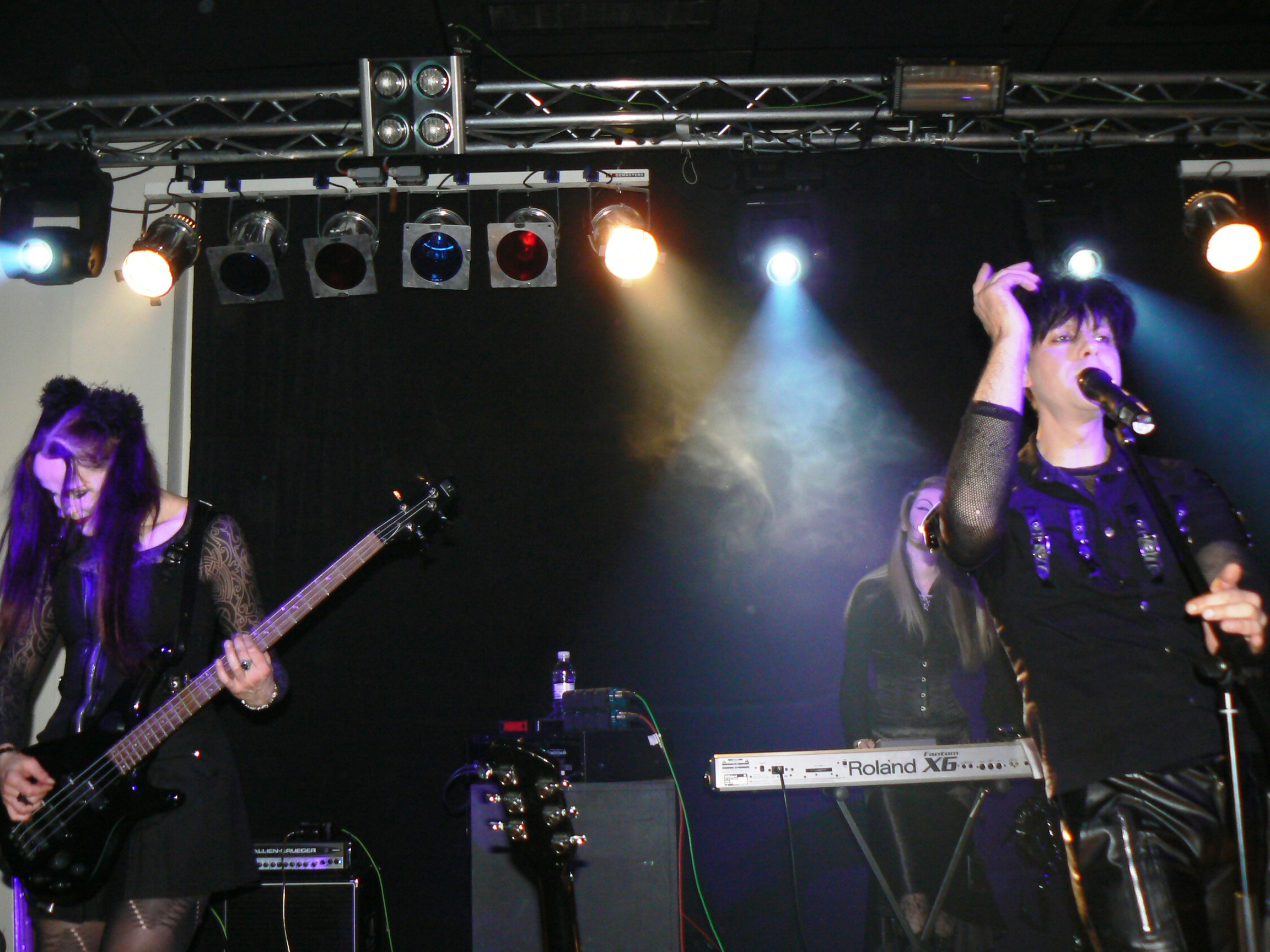
Clan of Xymox, pioneros del naciente darkwave e influenciadores de The Frozen Autumn.

Durante la misma década, los miembros de la emergente subcultura gótica en Alemania comenzaron a ser llamados gruftis (en inglés, vault creatures o tomb creatures; en español, «criaturas de las tumbas»). Estos generalmente representan una fusión de la subcultura gótica y el movimiento new wave, con influencia del new romantic, formando un movimiento llamado en alemán schwarze szene, o en inglés dark culture ("cultura oscura"), formalmente denominado darkwave. El surgimiento del darkwave se hizo posible gracias a la banda neerlandesa Clan of Xymox, que a su vez influenció a muchas bandas a seguir este nuevo estilo, que se basaba en combinar rock gótico con elementos electrónicos del new wave y el synth pop. 
De igual forma, hubo un surgimiento de nuevas bandas góticas, las cuales tomaban influencias de The Sisters of Mercy con un sonido un poco más pesado, dejando el sonido experimental de Bauhaus. Ejemplo de esta tendencia son Dr. Arthur Krause, The Merry Thoughts, The Wake, Catherines Cathedral y The Awakening, entre otras.

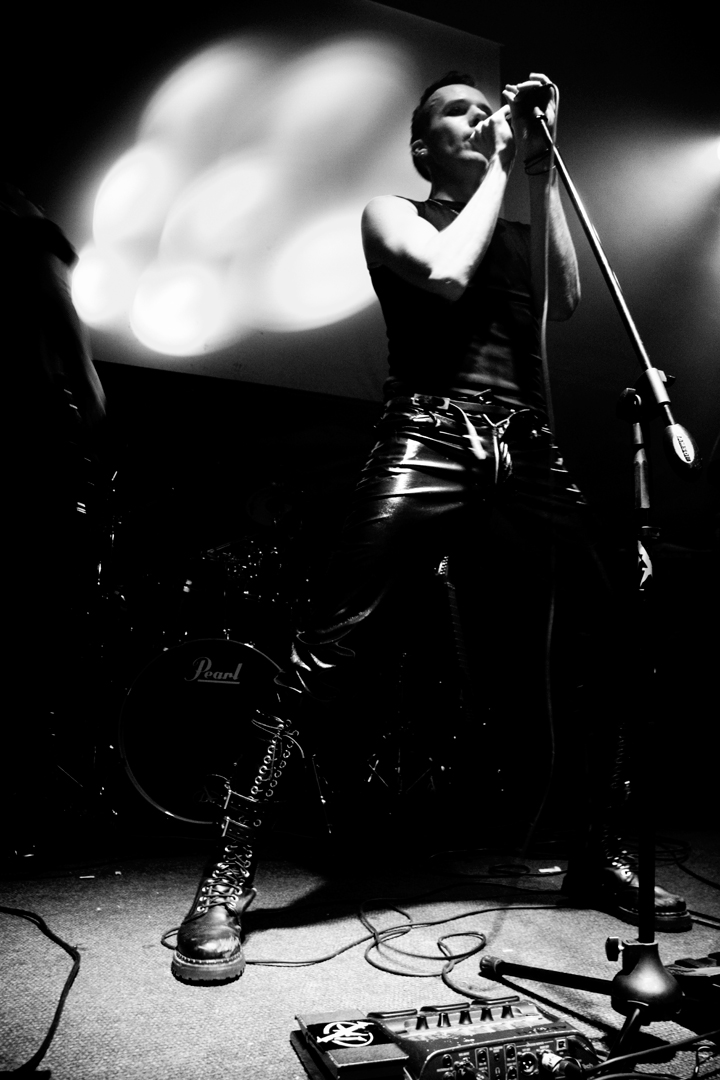
Ashton Nyte, vocalista de The Awakening.

El otro desarrollo significativo de los años 1990 fue el surgimiento de bandas de electrónica bailable como VNV Nation, Apoptygma Berzerk y Covenant. Esto propició la aparición de lo que ha sido llamado la música y el estilo cybergoth como una derivación de la subcultura gótica. El estilo cybergoth tiene mucho en común con el techno/synthpop y el EBM (Electronic Body Music). Este nuevo movimiento causó duras divisiones entre sus fanes y los partidarios del modelo tradicional del rock gótico; sin embargo, bandas con un sonido propio del darkwave o aquellas como The Crüxshadows, las cuales combinan sonido electrónico y rock gótico, atrajeron a seguidores de ambas tendencias, hasta cierto punto.

### Actualidad

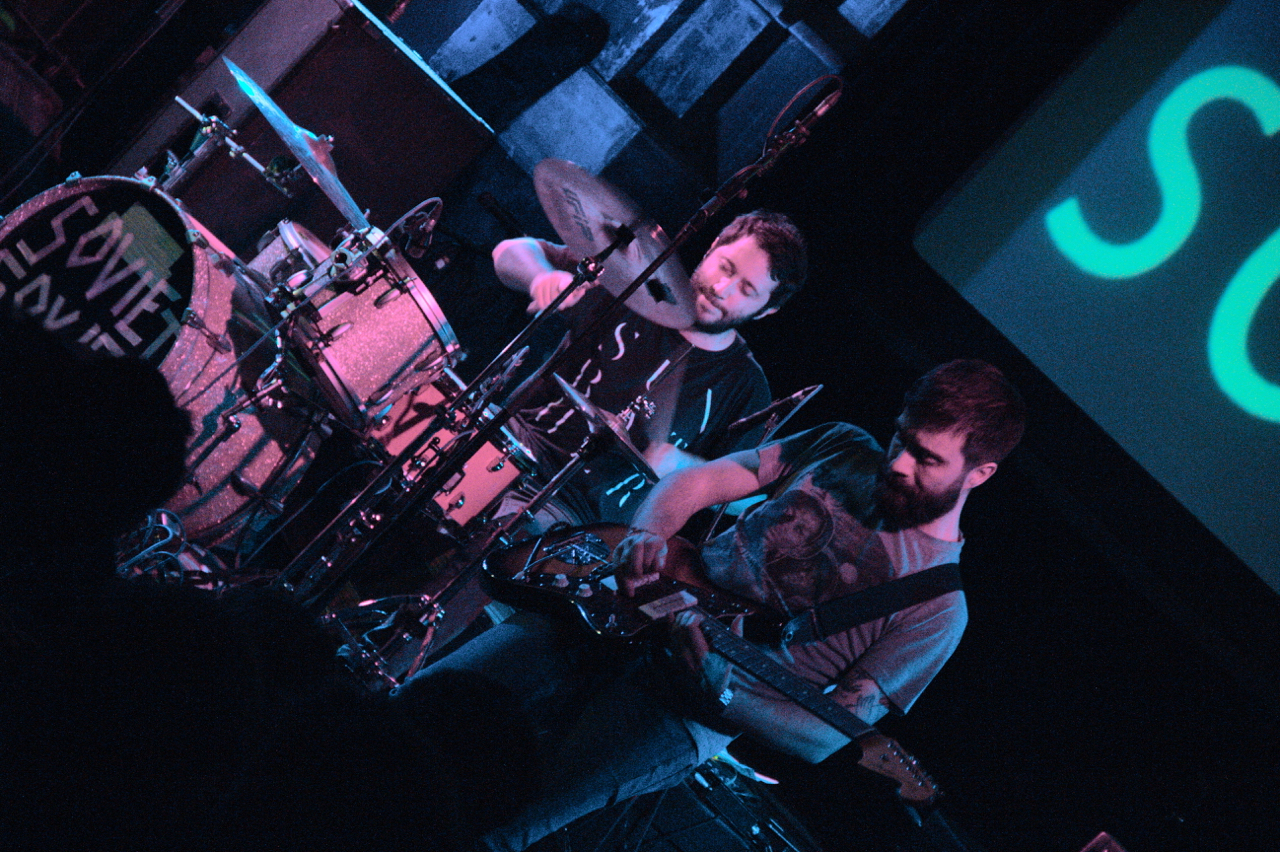
Soviet Soviet en el año 2017.

En años más recientes se ha visto un resurgir del sonido del punk positivo (positive punk) y el death rock, además de bandas con un sonido gótico más tradicional como Cinema Strange, Bloody Dead and Sexy, Black Ice y Antiworld, y otras que, aunque conservan buena parte del estilo tradicional, también experimentan con nuevos sonidos como Bat Nouveau, She Past Away, Motorama y Soviet Soviet. 
A su vez, el Drop Dead Festival, dedicado a los sonidos experimentales, ha generado muchos fanes en todo el mundo. En la actualidad, la escena musical gótica ha crecido principalmente en la zona de Europa occidental, especialmente Alemania, con grandes festivales como Wave-Gotik-Treffen, M'era Luna, entre otros, atrayendo decenas de miles de fanes.

### Escena gótica en Iberoamérica
- Argentina: En Argentina surgió el movimiento a mediados de los años ochenta con bandas como El Corte (1986) y Euroshima (1987). Más recientemente se destacan bandas como Makaria, Dynammo, de la ciudad de La Plata, fundada en 2012, Flagare (2017), relacionada con el movimiento anarquista argentino, y Morbo Et Umbra (2018), esta última de la ciudad de La Rioja.

- Brasil: En Brasil, las bandas pioneras en los géneros post punk y rock gótico fueron Arte No Escuro, fundada en 1988, y Das Projekt, en 1991. Posteriormente, en 1999 se formó Alma Nômade, y en 2003 se creó The Knutz, una banda que, además del post punk, también explora el death rock. En años más recientes se destaca Vox Lugosi, de la ciudad de Brasilia.

- Chile: En Chile la escena ha sido especialmente fuerte en las ciudades de Santiago y Valparaíso. Se destacan bandas recientes como Dosis Dionisios, formada en 2012, Sweet Spectra, en 2014, Diavol Strâin, en 2015 y Causa de Muerte en 2016.

- Colombia: En Colombia la escena se ha diseminado en distintas ciudades alrededor del país, entre ellas Bogotá, Medellín, Cali, Manizales y Armenia. Una de las bandas pioneras del post-punk en el país fue la bogotana Hora Local, fundada en 1986. Algunas de las primeras bandas que se destacaron fueron Co2, de Medellín, fundada en 1998 y Los Últimos Románticos, de Cali, en 1999. Entrado el siglo XXI nacieron las bandas Ectoplasma, de Medellín, en el 2003, y Cenizacromada, de Bogotá, en 2008, con un sonido más experimental; ese mismo año nació la bogotana Circo del Luto, de la que luego se gestó Resistor. En 2009 nacieron las bandas La Procesión de lo Infinito, de Medellín, y Metro Ketamina, de Cali. Más recientemente surgieron bandas como Azar Paralelo (2013, de Bogotá), Ofelia Ortodoxa, Los Malkavian (2013) e Insepulto (2015), las tres de Medellín, Das Kelzer (2015) de Palmira, y las bogotanas Tumbas (2015), Nina de Kiev (2015), Teatro Unión (2016), y en el 2016 la banda de darkwave y coldwave Antiflvx, cuyo vocalista, Leonardo Jaime, es exintegrante de Circo del Luto y Resistor. En el 2017 nació Sombras, y en el 2019 Münchhausen y Tan Lejos. De la ciudad de Armenia se destacan las bandas Tamass y Old Providence, esta última fundada en 2016. En 2011 fue creada la organización Bat Beat, dedicada a promover y difundir la música oscura del país. En el 2012 nace en Cali Tropicalipsis Infecciosa, exaltando el género y sus derivados fuertemente influenciados por el gótico tropical, tendencia artística clave en la ciudad. Desde 2017 se celebra en Bogotá el ANSIA Festival, un festival de post-punk y melodías oscuras. En la capital, la escena se ha desarrollado sobre todo en torno al bar Asilo Bar; en Medellín, al Club Libido, en el Valle del Cauca y en Armenia gracias al encuentro de bandas Armenia Sombría.

- Costa Rica: En Costa Rica se destacan bandas como Draconian Incubus, fundada en 2002, Last Dusk en 2010, Ariel Maniki and the Black Halos en 2015.

- Ecuador: En 2006 fue fundada Hemophilia Electrovamps, un grupo quiteño de cybergoth.

- España: Tras la muerte de Francisco Franco, surgió en España, entre finales de los años setenta y principios de los ochenta, un movimiento contracultural conocido como movida madrileña, dentro de la que destacó la onda siniestra. En ese contexto, y bajo la influencia de la escena gótica de Europa del norte y los Estados Unidos, surgieron bandas como Alaska y los Pegamoides en 1979, Mar Otra Vez en 1980 y Parálisis Permanente y Décima Víctima, estas últimas en 1981. Posteriormente, cuando la movida empezaba a entrar en declive, surgió la banda Las Novias, de Zaragoza, en 1987.

- México: En México, la banda Size, creada en 1979, fue pionera del post punk, y Casino Shanghai lo fue con el género new wave, al lanzar su álbum Comrock, en 1985. Posteriormente se destacó la banda Las Ánimas del Cuarto Oscuro, formada en 1987, y El Clan, en 1991. En 1995 se formó la banda Hueco, y en 1996 nació Maldoror; ambas son unas de las más importantes de la vieja escuela gótica mexicana. Al comenzar el siglo XXI apareció Zezaree, en 2002, un grupo de techno oscuro. Más recientemente se destacan bandas como Cleus, Monotonous Cities, Sex Catrina, de Aguascalientes,, (2006) Red Ulalume (2010), Era del Vacío (2014), Neue Strassen (2014), Werner Karloff (2014), Mementut (2016), Monotonous Cities (2017), Espejo Convexo (2017), El Ojo y la Navaja (2017), Frío y Vacío (2017), Identik Fact (2017), entre otras.

- Paraguay: En Paraguay se destaca la banda Pandilla Pirómana, de Asunción, que en mayo de 2019 lanzó su EP debut, titulado Ignición.

- Perú: En Perú, las bandas pioneras de los géneros post-punk y darkwave fueron Lima 13, formada en 1984, y Voz Propia, en 1985. Ese mismo año se formaron las bandas Feudales y Delirios Krónikos, esta última con más influencias del punk tradicional. En 1986 nació la banda Salón Dadá, que tuvo una corta vida, pues al año siguiente se disolvieron, pero que aun así dejaron un legado importante. En 1987 se formó Sin Kura, que se disolvió dos años después, y ese mismo año nació Cardenales, que conservaron un estilo post-punk hasta 1990, cuando cambiaron radicalmente de género. También en 1987 surgió Disidentes, la primera banda peruana en incorporar sonidos industriales electrónicos. En 1989 nació Extraña Misión, una banda de corta vida que se volvió a reunir en 2013. Con el nuevo siglo nacieron las bandas La Devoción y Flagelo Clériga, en el año 2000. En el 2007 se formó la banda de Gothic rock Dulce Muerte. En 2011 nació la banda Rose Inferni, en 2014 La Reina de los Condenados, y en 2015 Cashiari, un grupo de electro-dark experimental. En el año 2004 fue fundado el festival de música gótica Lima Gothic Wave Festival.

- Uruguay: En 1987 nació en Montevideo la banda RRRRRRR.

- Venezuela: Efecto Violeta es una banda de post-punk formada en la ciudad de Mérida (Venezuela) en 2005, pero que desde 2017 se radicó en Lima (Perú), y actualmente cuenta con integrantes peruanos.

## Principales eventos y festivales góticos

### Eventos y festividades
- Día Mundial Gótico (World Goth Day): Se celebra el 22 de mayo de cada año desde el 2009. Comenzó a celebrarse en el Reino Unido y con el tiempo se ha ido extendiendo al resto del mundo. El objetivo de este día, además del encuentro y la celebración, es la lucha contra los prejuicios que una parte de la sociedad aún conserva con respecto a los góticos. También se busca el diálogo y el entendimiento con otras subculturas.
- Halloween: El Halloween es una festividad tradicionalmente celebrada por la comunidad gótica de todo el mundo.

### Festivales en Europa

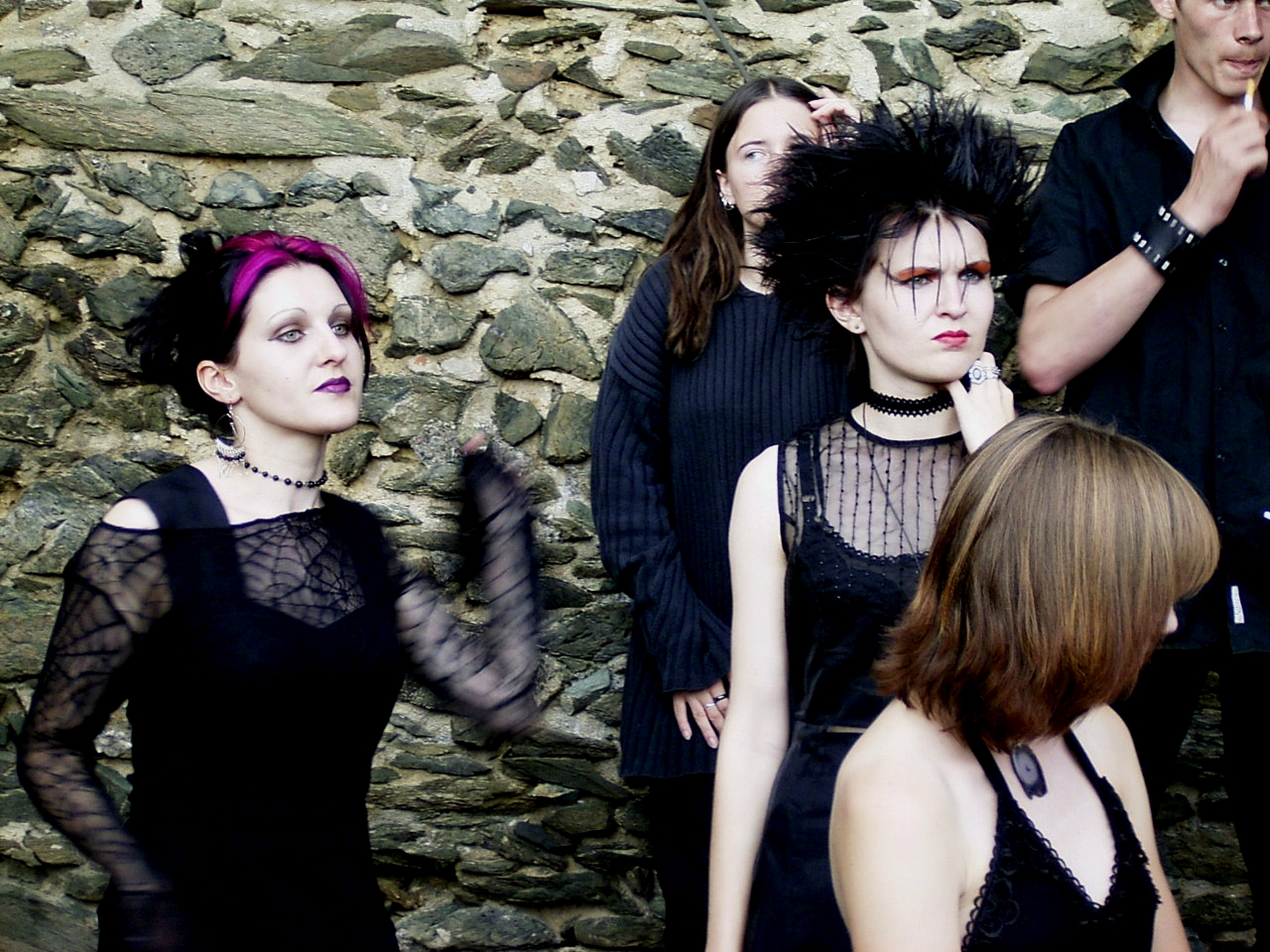
Concentración gótica en el Castle Party, Festival 2003, celebrado en Polonia.

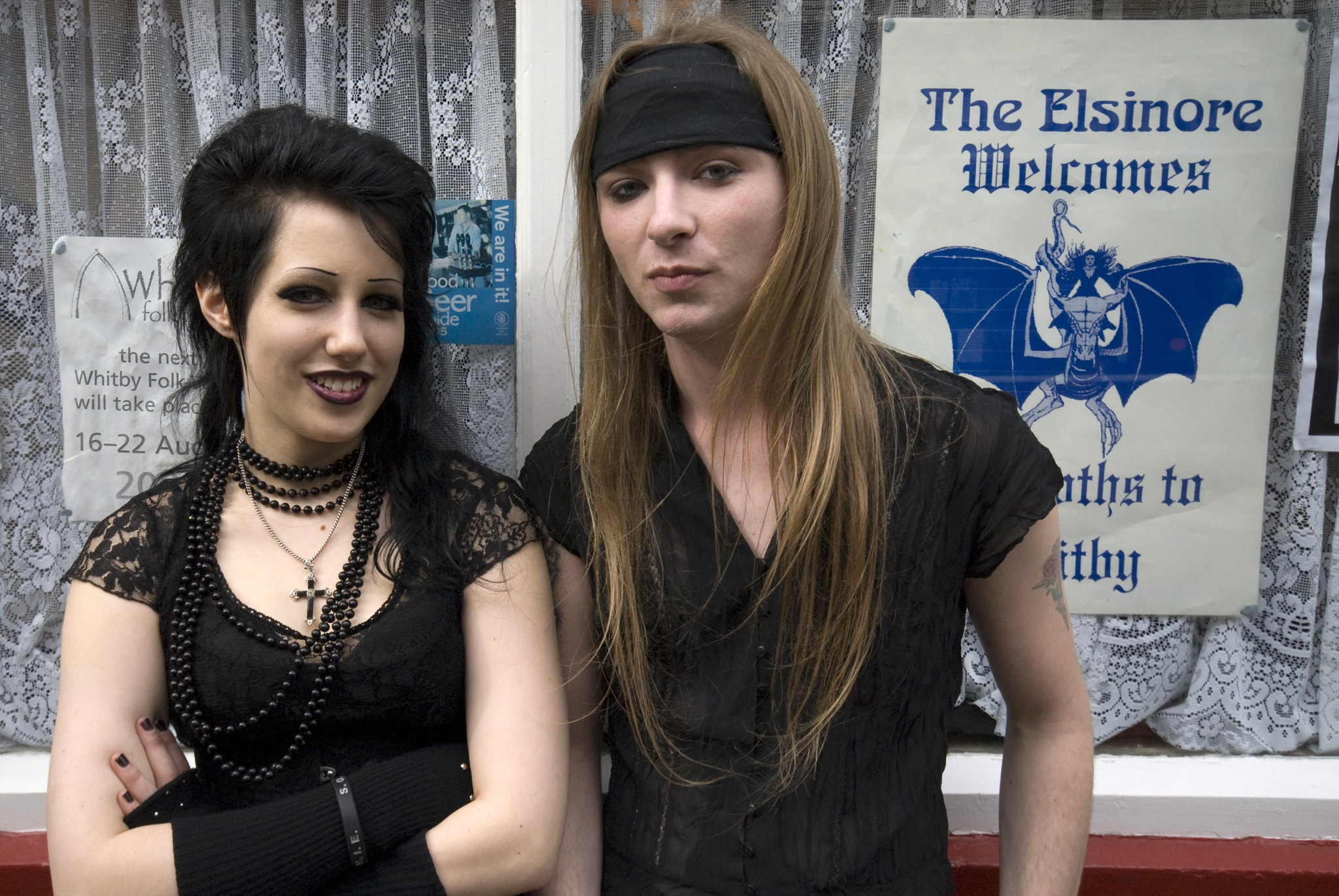
Asistentes al Whitby Goth Weekend (2008).

- Wave-Gotik-Treffen: Abreviado como WGT, es un festival gótico anual celebrado en Leipzig, Alemania, desde 1991. Generalmente se lo considera como el festival gótico más grande del mundo, pues ha llegado a reunir hasta cerca de 30 000 asistentes.
- M'era Luna Festival: Es un festival de música alternativa celebrado en Hildesheim, Alemania, desde el año 2000. Se lo suele considerar como el segundo festival gótico más grande del mundo, después del WGT.
- Amphi Festival: Es un festival alemán de música que se lleva a cabo desde 2005. El espectro de artistas incluye tanto variedades de electro-industrial, rock gótico y rock medieval, entre otros.
- Whitby Goth Weekend: Abreviado como WGW, es un festival gótico que se celebra anualmente en la localidad de  Whitby, North Yorkshire (Inglaterra), desde 1994.
- Return To The Batcave Festival: Es un festival gótico celebrado anualmente en Polonia.
- Castle Party: Festival gótico celebrado desde 1994 en Bolków, Polonia.
- Lumous Gothic Festival: Es un festival gótico celebrado en Finlandia desde el 2001.
- Waveteef Festival: Es una serie de fiestas de new wave que se realizan en Amberes, Bélgica.
- Dark Malta Festival: Es un festival que se celebra en Malta de música gótica, industrial y metal.

### Festivales en Estados Unidos
- Bats Day in the Fun Park: Es un festival de rock gótico, música industrial y deathrock que se celebra en Anaheim, California (EE. UU.), cerca de Disneyland, desde 1999.
- Eccentrik Festival: Es un festival de música gótica e industrial celebrado desde el 2004 en Raleigh (Carolina del Norte), EE. UU.
- Drop Dead Festival: Es un festival de electro, post-punk, electropunk, y música experimental celebrado conjuntamente entre Estados Unidos y Europa desde el 2003.

### Festivales en Iberoamérica
- Woodgothic Festival: Es un festival que se realiza en São Thomé das Letras, Brasil, dedicado a los géneros post punk, gothic, deathrock, ethereal, darkwave, synth y punk.
- ANSIA Festival: Es un festival musical de post-punk y melodías oscuras celebrado en Bogotá, Colombia, desde 2017.
- Lima Gothic Wave Festival: Festival de música gótica que se celebra desde el 2004 en Lima, Perú.
- DarkMad Festival: Festival de post punk, rock gótico, EBM, Synthpop, Coldwave e industrial celebrado en Madrid, España desde 2019.

## Relaciones con otros géneros musicales
Existen controversias entre los góticos y aquellos que han querido introducir en la escena otros géneros que no tienen relación con la misma, como el metal gótico (a pesar de su nombre), el metal sinfónico, el black metal, el visual kei o la música medieval, entre otros. Dichos géneros no forman parte de lo que tradicionalmente se entiende como música gótica debido a que no tienen influencias de los sonidos post-punk ni de la escena Batcave, sino que han surgido en contextos distintos y con influencias ajenas a las de la música gótica. 

### Relación con el metal gótico
La relación con el metal gótico ha sido a veces conflictiva, pues algunos góticos no aceptan la inclusión de este género dentro de la subcultura. Sin embargo, otros muchos están a favor de su inclusión, pues consideran que existen aspectos culturales en común; sin embargo, aunque en algunos festivales góticos se le ha dado cabida al metal gótico, los críticos afirman que esta apertura en festivales se debe únicamente a razones comerciales.
Hay quienes han querido abordar esta controversia de una manera más conciliadora, aclarando que algunos géneros como el metal gótico, el metal sinfónico, etc., a pesar de no ser góticos, sí pueden ser "aptos para góticos", con la salvedad de que quien escuchara solamente estos géneros no podría ser considerado gótico.
Algunas bandas como la alemana Lacrimosa han explorado entre géneros propiamente góticos y otros que no necesariamente lo son. En el caso específico de Lacrimosa, en sus inicios comenzó con géneros como el rock gótico y el darkwave para luego incursionar en el metal gótico y el metal sinfónico, entre otros.

## Características de la subcultura

### Terminología

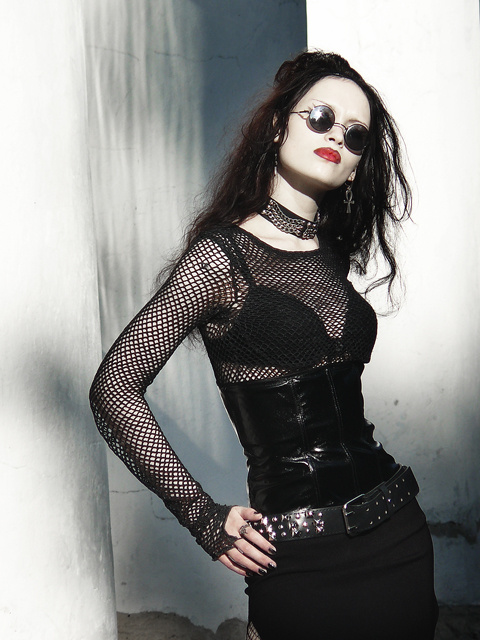
Modelo rusa vestida de acuerdo con la estética gótica (2009).

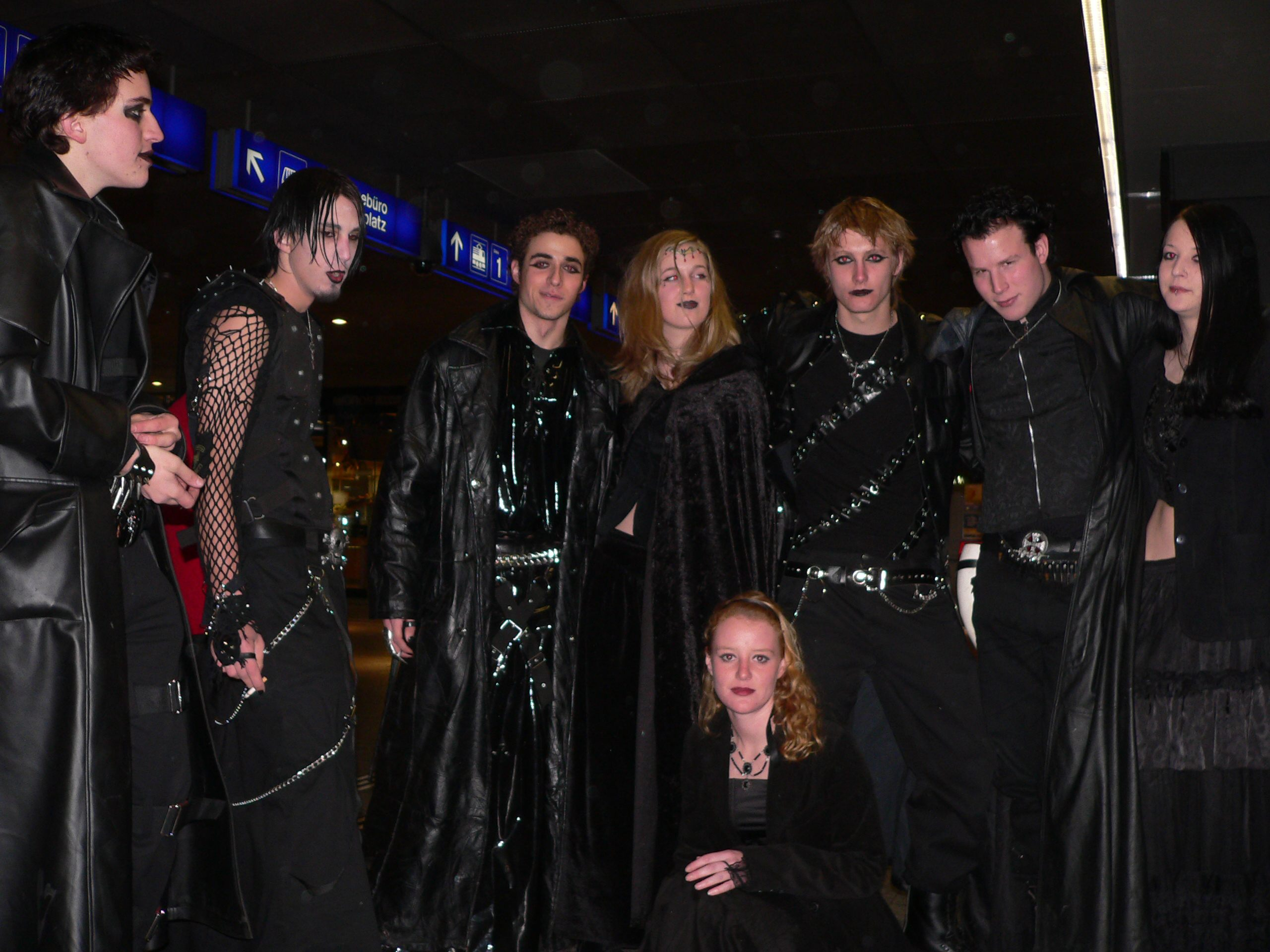
Grupo de spooky kids.

En la década de 1990, el término «gótico» y las fronteras de la subcultura gótica se volvieron más borrosas. Nuevas subculturas de jóvenes, o tribus urbanas, emergieron o se hicieron más populares, siendo algunas relacionadas con el movimiento gótico por la opinión pública y los medios. Esta relación se debió principalmente a similitudes en la apariencia y la estética más que por aspectos ideológicos o por la música asociada a esos grupos urbanos. Esto dio origen a una jerga propia que algunos góticos utilizan para identificar a sus miembros, entre los que se incluyen los siguientes: 
- Góticos es el término más común en habla hispana y portuguesa. Raramente son llamados godos.
- Siniestros fue un término usual en España durante los años 1980; en la actualidad se sigue usando algunas veces. También hace referencia a la «ola siniestra» que surgió en España durante la época de la movida madrileña, y a veces el término «siniestro» también se usa para referirse a la escena gótica en general, no necesariamente la española.
- Darks, darkies o darketos, principalmente en México, algunos países hispanoamericanos e Italia. Sin embargo, estos términos son ambiguos, pues muchos góticos los usan de forma despectiva para referirse a los posers, o personas que adoptan solo la apariencia gótica sin un verdadero conocimiento del movimiento.
- Gruftis o die schwarzen[3] en Alemania.
- Goths en los Estados Unidos.
- Spooky kids, moshers o mini-moshers en Gran Bretaña.
- Bat-cavers en el Reino Unido, o trad goths en los Estados Unidos, son términos para referirse a los góticos de vieja escuela.
- Elder goths en habla inglesa es el término usado para referirse a los góticos mayores de 40 años.
- Mallgoths o neo-goths, son términos despectivos usados en Estados Unidos para referirse a los posers, por lo general adolescentes que escuchan a Marilyn Manson o Evanescence, y que compran su vestimenta e indumentaria en la cadena de tiendas Hot Topic.
- Baby bats (murciélagos bebés), a veces llamados mini-goths (pequeños góticos) o kindergoths, son términos usados por los góticos angloparlantes de mayor edad para referirse a las nuevas generaciones de jóvenes góticos que apenas están incursionando dentro de la subcultura pero que demuestran potencial para crecer dentro del grupo. El término baby bat también es usado a veces en países de habla hispana. Muchos góticos de vieja escuela consideran importante educar a los baby bats para que éstos no caigan, de manera involuntaria, en errores o tendencias alejadas de la escena gótica.
- Uber-goth en habla inglesa se refiere al gótico que siempre y en cualquier circunstancia viste de negro.
- Gothlic es un término usado en el habla inglesa para referirse a los góticos católicos; está formado por las palabras del inglés goth (gótico) y catholic (católico). El término fue popularizado por el escritor Shane Jensen en su libro Gothlic: The Testimony of a Catholic Goth (2015).

Algunos góticos usan un nombre gótico, que es un sobrenombre usado dentro de la comunidad gótica o en un círculo determinado de amigos. Los nombres góticos suelen escogerse por su significado especial para cada persona. Algunos nombres góticos son simples, como Cuervo, Mefisto, Lilith o Morgana, y otros son compuestos, como Dolor Nocturno o Espectro Fúnebre.

### Controversia entre góticos y darks
La confusión entre gótico y dark se da con mayor frecuencia en México y algunos países de habla hispana; sin embargo, en la mayoría de países no existen diferencias al usar los términos gótico y dark para describir a la misma persona o para referirse a la escena o a la subcultura misma. La razón es que se han utilizado estas dos palabras para referirse al mismo género musical y al estilo de vida que lo acompaña, pero de tal forma que se ha creado la ilusión de que son dos corrientes distintas.
En México, muchos góticos se refieren a los darks como posers, ya que consideran que éstos solo llevan la estética gótica para llamar la atención, además de que por lo general escuchan bandas musicales que no están relacionadas con la música gótica. Otras versiones afirman que los darketos son aquellos góticos que muestran predilección por el género darkwave, o que en México los primeros góticos fueron llamados darks, pero que con el tiempo se creó una distinción entre los dos términos, formándose de ese modo dos grupos distintos. También hay quienes consideran a los darks como personas demasiado rudas e intransigentes, y hay quienes consideran que un dark solo viste de negro en cualquier ocasión. En todo caso, no existe consenso respecto a una única definición para el término dark.
Por otra parte, es un error común etiquetar a cualquier persona que viste de negro como "dark". En muchas zonas (principalmente Hispanoamérica), existe tal confusión, que han surgido grupos metaleros (seguidores de la música metal), que se autodenominan —incorrectamente— "darks".

### Controversia entre góticos y emos
A principios de los años 2000 surgió la tribu urbana emo. Los medios de comunicación en general y la opinión pública vieron en la estética de los emos similitudes superficiales con la estética gótica, por lo que comenzaron a ser relacionados y confundidos indistintamente. Esto ha generado algunas controversias entre los dos grupos. Las diferencias entre góticos y emos que se basan principalmente en la música, pero también en la estética y en aspectos culturales y sociológicos. A los emos se les asociaba con un estado casi permanente de depresión gratuita, por lo que se les consideraba superficiales, además de que la importancia que le concedían a la estética hacía que se les viera como personas muy materialistas. Por otra parte, se considera que los emos fueron una moda pasajera, mientras que la subcultura gótica ha permanecido en el tiempo gracias a sólidos fundamentos culturales, diversificándose con cada época.

## Influencias históricas, artísticas y culturales
La subcultura gótica, surgida en la década de 1980, se inspiró en una gran variedad de fuentes, algunas modernas o contemporáneas y otras más antiguas. Aunque nació inicialmente como un género musical (el rock gótico), desde sus inicios adquirió características cultuales y sociológicas que permitieron a los góticos identificarse como parte de un grupo único y diferenciado. Entre los géneros musicales que mayor influencia ejercieron en el nacimiento de la música gótica se cuentan el punk, el new wave y el glam rock, mientras que en lo referente a aspectos culturales se tomaron influencias del Romanticismo, el cine de terror, el cine de serie B, la narrativa gótica, las leyendas de vampiros, algunas historias de la mitología tradicional y el paganismo, e incluso de la cultura BDSM.
Aunque la subcultura gótica tiene como eje central ciertos géneros musicales que surgieron desde los años 1980, y, por tanto, se basa principalmente en aspectos musicales, la asociación con el término "gótico" usado en épocas pasadas ha sido inevitable, sobre todo por aspectos en común como el misterio, la oscuridad y cierto gusto artístico grotesco. Es por eso que muchos miembros de la comunidad gótica se han interesado en temas históricos como los antiguos godos, la Edad Media, la arquitectura gótica y neogótica, el Romanticismo, el decadentismo, la época victoriana, entre otros. 
El músico Wayne Hussey, guitarrista de The Sisters of Mercy y vocalista de The Mission, afirmó en una entrevista que la subcultura gótica «no se trata solamente de música, sino de todo un estilo de vida. (...) El movimiento goth tiene su propia literatura, ya sea la novela Entrevista con el vampiro, de Anne Rice, o las narraciones de Edgar Allan Poe. Es la vestimenta, el maquillaje, la actitud... No se trata solo de bandas; ahora es un estilo de vida...»

### Orígenes del término
Los godos (en alemán, goten; en inglés, goths) fueron un pueblo germánico oriental que hablaban la lengua gótica. Se dividieron en dos ramas, los visigodos y los ostrogodos, quienes tuvieron un importante papel en la caída del Imperio romano de Occidente. Posteriormente, la palabra «godo» se convirtió en un término peyorativo, sinónimo de "bárbaro". 
En Europa, durante el período del Renacimiento y, más tarde, durante la Ilustración, la arquitectura gótica fue considerada bárbara y pasada de moda en comparación con los cánones simétricos y racionalistas de la arquitectura clásica, en la que se inspiró la arquitectura renacentista y la neoclásica. No sería sino hasta finales del siglo XVIII, y especialmente luego de la Revolución francesa, cuando en la sociedad europea se despertaría el interés por las ruinas del pasado medieval y temas relacionados con el misterio, lo que propiciaría el surgimiento del neogótico y otras expresiones culturales que marcarían el siglo XIX y que influenciarían la subcultura gótica como el Romanticismo o el decadentismo.

### Influencias de los siglos y

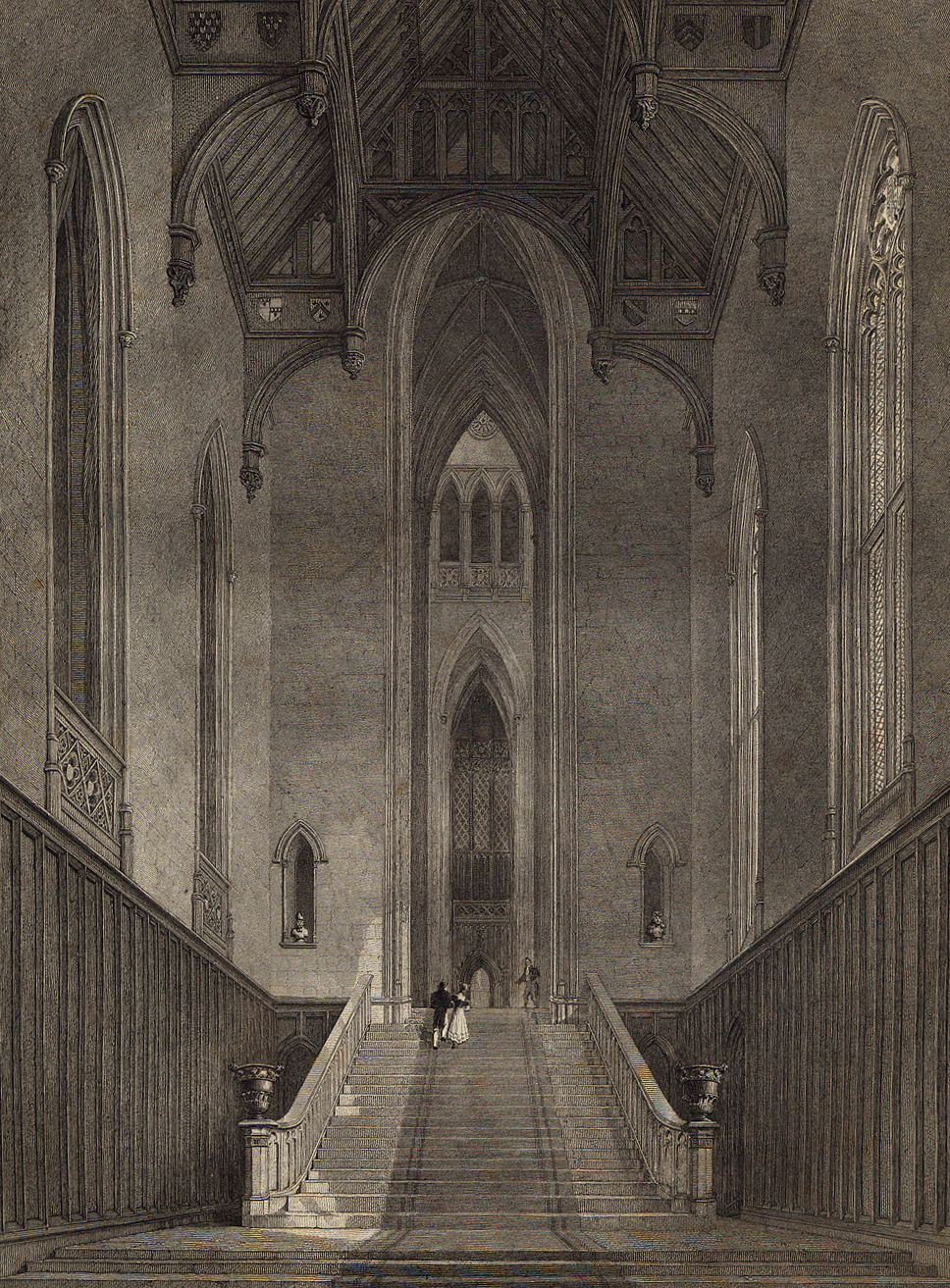
Interior de la Abadía de Fonthill en 1823, ejemplo de arquitectura neogótica, mandada a construir por el escritor William Beckford, uno de los padres de la novela gótica.

### Influencias de los siglosXVIIIyXIX

#### El neogótico y la novela gótica
A fines del siglo XVIII, en el Reino Unido, la nostalgia por la arquitectura medieval llevó a muchos artistas a fascinarse con las ruinas de aquella época. Esta atracción se vio unida a un interés generalizado por lo sobrenatural, la cosmovisión y literatura de la época medieval, la religión católica y el anglocatolicismo, como reacción al materialismo filosófico, el pensamiento racionalista propio de la Ilustración, el utilitarismo protestante y la moral burguesa. De ese modo, se fue forjando un nuevo estilo artístico llamado neogótico, que se extendería por toda Europa y América. El neogótico se vio impulsado por las ideas del prerromanticismo, que defendía el predominio del sentimiento sobre la razón y el retorno del hombre a la naturaleza. El principal exponente del prerromanticismo fue Jean-Jacques Rousseau. A esto se unió el interés filosófico y estético por el concepto de lo sublime, estudiado por Immanuel Kant.
Los aristócratas ingleses primero, y luego los del resto de Europa, abandonaron el estilo neoclásico, inspirado en la Antigüedad greco-romana, y abrazaron el nuevo estilo neogótico; de este modo, se impuso la moda de construir edificaciones inspiradas en la Edad Media. En Francia, donde el estilo neoclásico había tenido más fuerza e influencia, la resistencia hacia el neogótico fue más acentuada; sin embargo, ya en 1832, en la revista francesa Flâneur Parisien se comentaba: «Tenemos comedores y salones góticos, y ahora la gente quiere que todo el edificio sea gótico, con calabozos, almenas, puentes y verjas levadizas».

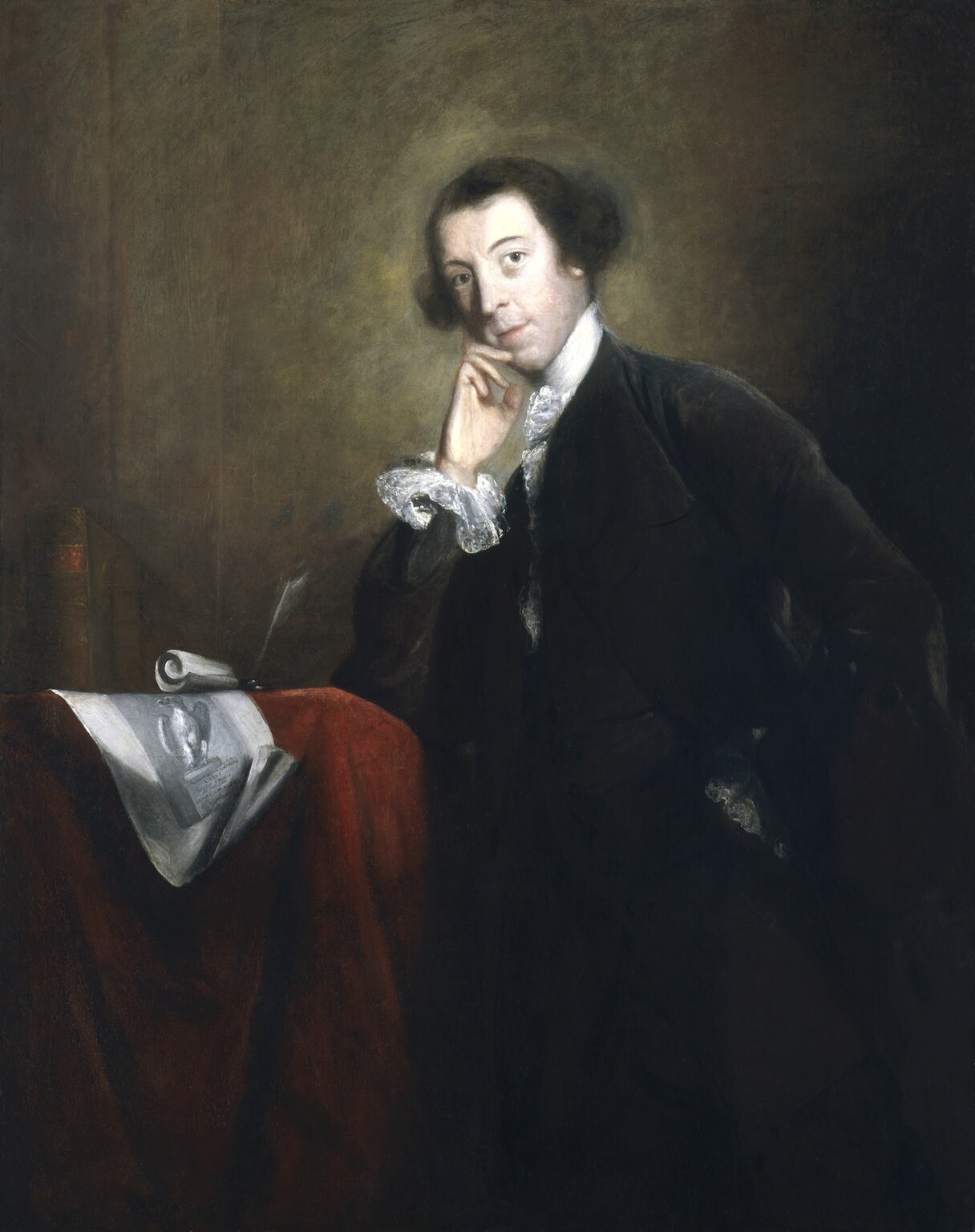
Horace Walpole es considerado el padre de la novela gótica por su obra El castillo de Otranto, de 1765.

Los entusiastas del neogótico en el Reino Unido fueron inspirados en parte por la extravagancia arquitectónica de Strawberry Hill House, el primer edificio neogótico, construido por Horace Walpole, quien además de arquitecto era escritor, y a quien se considera como el padre de la novela gótica y uno de los pioneros de la literatura de terror por su obra El castillo de Otranto, de 1765, escrita a raíz de una pesadilla que tuvo el autor. Walpole estableció las bases de la narrativa gótica: ambientación en un antiguo castillo medieval, sucesos sobrenaturales, resolución de misterios, entre otros.
Otros autores a los que se les considera precursores de la literatura gótica fueron Clara Reeve, Eliza Parsons y el Marqués de Sade; este último, aunque fiel al estilo racionalista de la Ilustración, exploró algunas temáticas de lo que luego sería la literatura gótica como la ambientación en castillos y conventos, el contraste entre el vicio y la virtud, el sexo y la muerte, los crueles villanos y las víctimas inocentes, etc.
En 1769, Matthew Lewis publicó su novela gótica El monje, considerada como una de las novelas más escabrosas y transgresoras de su tiempo. En El monje aparecen las características fundamentales de la narrativa gótica: castillos en ruinas, conventos, pactos demoníacos y sucesos sobrenaturales, pero todo esto mezclado con lujuria, sacrilegio, incesto y violación. Lord Byron y el Marqués de Sade elogiaron esta novela.
William Beckford destacó por su novela gótica Vathek, de 1786, que también es considerada precursora del surrealismo. Marginado por las críticas hacia su obra, Beckford decidió alejarse de la sociedad, se encerró en una propiedad campestre rodeada de un alto muro y contrató al arquitecto James Wyatt para que construyera un monasterio neogótico junto a su casa. Producto de ese esfuerzo fue la Abadía de Fonthill, en la que Beckford continuó su vida extravagante acumulando una inmensa colección de arte antiguo y una extensa biblioteca.

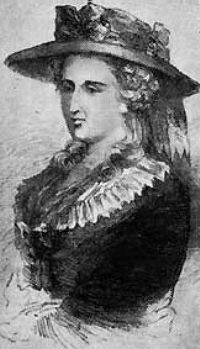
Con Ann Radcliffe la novela gótica alcanzó su plena madurez, y lo que se conoce como la "época dorada" del género.

La madurez de la novela gótica se alcanzó con la autora británica Ann Radcliffe, quien ejerció una importante influencia en su tiempo e inició lo que se conoció como "la era dorada de la literatura gótica"; su obra más conocida es Los misterios de Udolfo, de 1794. A partir de Radcliffe se terminó de consolidar mucha de la iconografía de la narrativa gótica tradicional como la aparición de cementerios, castillos o iglesias en ruinas, conventos, fantasmas, víctimas inocentes y virginales, pesadillas, maldiciones familiares, personas enterradas vivas y tramas melodramáticas, además de la evocación de sentimientos como la tristeza, la melancolía, el terror y la angustia. Una de las primeras parodias del género fue La abadía de Northanger (1799), de Jane Austen, que satirizaba algunos de los aspectos fantasiosos de este tipo de literatura.
En 1816, un escándalo sexual en Inglaterra obligó al joven aristócrata Lord Byron a exiliarse por un tiempo en la Villa Diodati, a orillas del lago Ginebra, en los Alpes suizos. Allí lo acompañaron su médico, el doctor John William Polidori (creador del arquetipo literario del vampiro), el escritor gótico Matthew Lewis, la amante de Lord Byron y también escritora, Claire Clairmont, el poeta Percy Shelley (que huía de sus acreedores y de su esposa), y su joven amante y hermanastra de Claire Clairmont, Mary Wollstonecraft Godwin, que luego de su matrimonio con Percy pasaría a ser conocida como Mary Shelley. Como el clima durante esos días les obligó a permanecer encerrados, organizaron un concurso literario, producto del cual resultó la novela gótica Frankenstein o el moderno Prometeo, de Mary Shelley, quien la publicaría en 1818, y cuya versión definitiva sería publicada en 1831; para esa fecha, ella era la única sobreviviente de aquel grupo de escritores.
Se considera que la última novela gótica de la época dorada del género es Melmoth el errabundo, escrita en 1820 por Charles Maturin. Melmoth fue considerada en su tiempo una obra blasfema y obscena; su protagonista es el antihéroe fáustico y byroniano por excelencia. Esta novela influyó notablemente en escritores como Thackeray, Honoré de Balzac, Dante Gabriel Rossetti y Charles Baudelaire.

#### Romanticismo
A la par del surgimiento del neogótico, en Alemania y el Reino Unido se fue gestando un nuevo movimiento cultural y artístico conocido como Romanticismo, que marcó una ruptura con la tradición clasicista y racionalista de la Ilustración en busca de mayor libertad. En el arte del Romanticismo confluyeron aspectos contradictorios como la juventud y la decadencia, la belleza y la fealdad grotesca, lo primitivo y lo sapiencial, el frenesí de la vida y la palidez de la muerte. Los románticos se consideraron a sí mismos como rebeldes que luchaban contra el viejo orden de la razón y la lógica, y creían que sus armas contra la opresión eran el arte y la creatividad. Los individuos introspectivos y creativos empezaron a ser ensalzados como visionarios. El alemán Johann Wolfgang von Goethe es considerado el precursor del Romanticismo alemán, principalmente por obras como Fausto y Las penas del joven Werther, de 1774, obra a la que se le atribuyó una ola de suicidios en toda Europa. Uno de los primeros artistas románticos en Inglaterra fue Lord Byron, cuya influencia en el movimiento fue fundamental; muchos artistas se esforzaron por imitarlo, no solo por su obra artística, sino por su vida intensa y apasionada.

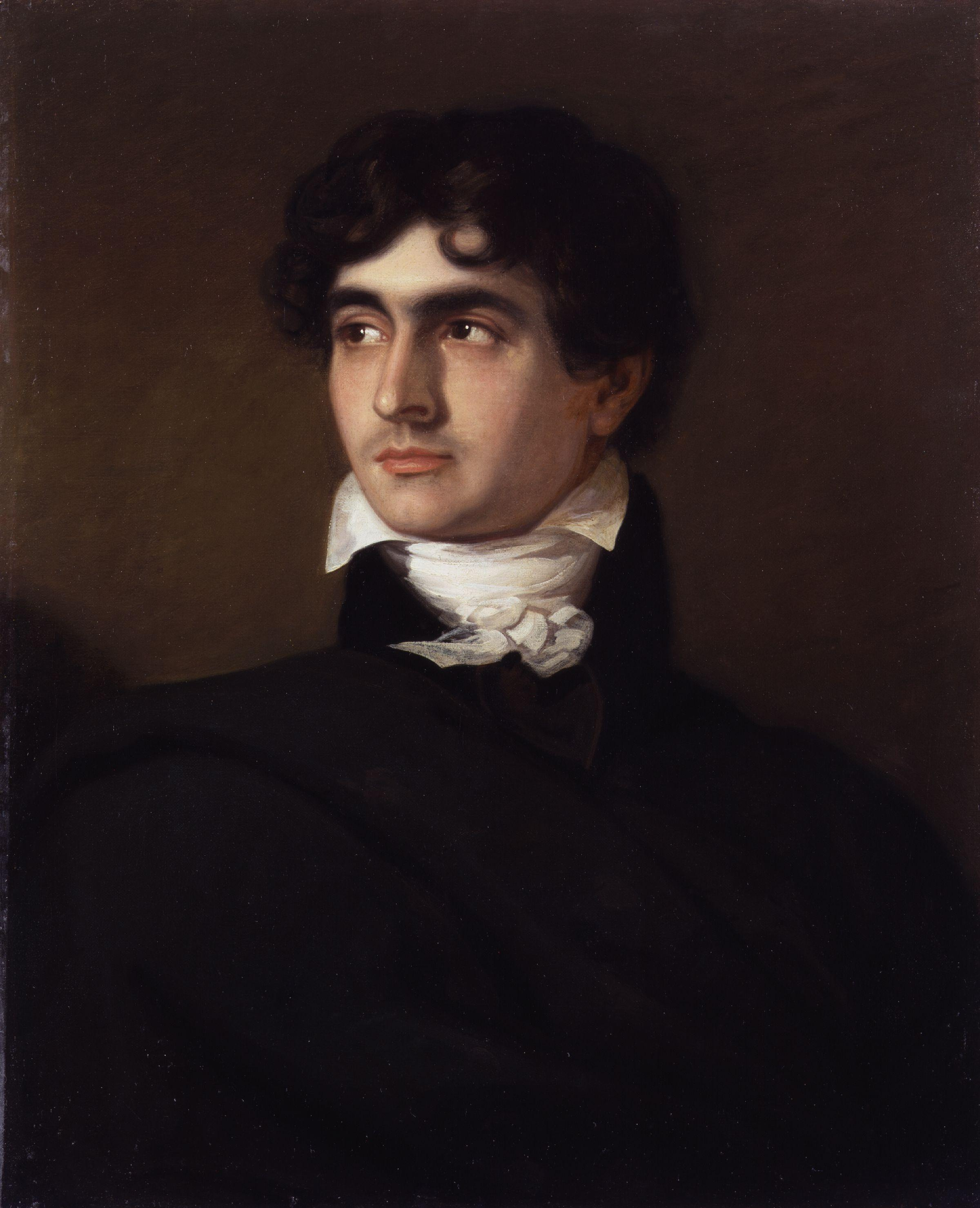
John William Polidori fue el creador del arquetipo literario del vampiro.

La figura literaria del villano se convertiría en el héroe byroniano, en el que confluían al mismo tiempo características amenazantes y atrayentes, y con frecuencia también eróticas. El tipo de villano gótico más conocido es el vampiro, creado como arquetipo literario por el médico de Lord Byron, John William Polidori, quien en 1819 publicó su novela El vampiro. Posteriormente, en 1828, el compositor Heinrich Marschner se basó en la novela de Polidori para componer su ópera romántica Der Vampyr. En 1872 Sheridan Le Fanu fue el primer autor en abordar, en su novela Carmilla, el erotismo lésbico dentro de la temática de los vampiros. Pero la novela de vampiros más conocida es Drácula, de Bram Stoker, publicada en 1897, y que luego alcanzaría gran realce en el cine de terror.
El manejo de lo sobrenatural, el horror, el erotismo, la morbosidad y la atracción por la oscuridad son características de la literatura del Romanticismo, además del apasionamiento con el que fue escrita y su suntuosidad temática, como la de Lord Byron, creador de un arquetipo de personaje conocido como héroe byroniano. También fueron de gran importancia las obras de William Blake y Percy Shelley. En 1831 fue publicada la novela Nuestra Señora de París, de Victor Hugo, en la que aparecen los elementos fundamentales de la narrativa gótica tradicional.
La temprana muerte de John William Polidori (1821), Percy Shelley (1822), Lord Byron (1824) y el resto de los primeros románticos ingleses, hizo que Mary Shelley, esposa del primero y autora de Frankenstein o el moderno Prometeo, escribiera que su esposo y amigos eran «gente de las tumbas, ese miserable cónclave al que pertenecían las personas a las que yo más amaba». Para ella, el pacto de libertad y hedonismo que los primeros románticos habían hecho tenía un precio demasiado alto, puesto que todos murieron en la flor de la juventud, y solo les sobrevivió ella, que murió a los 53 años.

#### Romanticismo oscuro

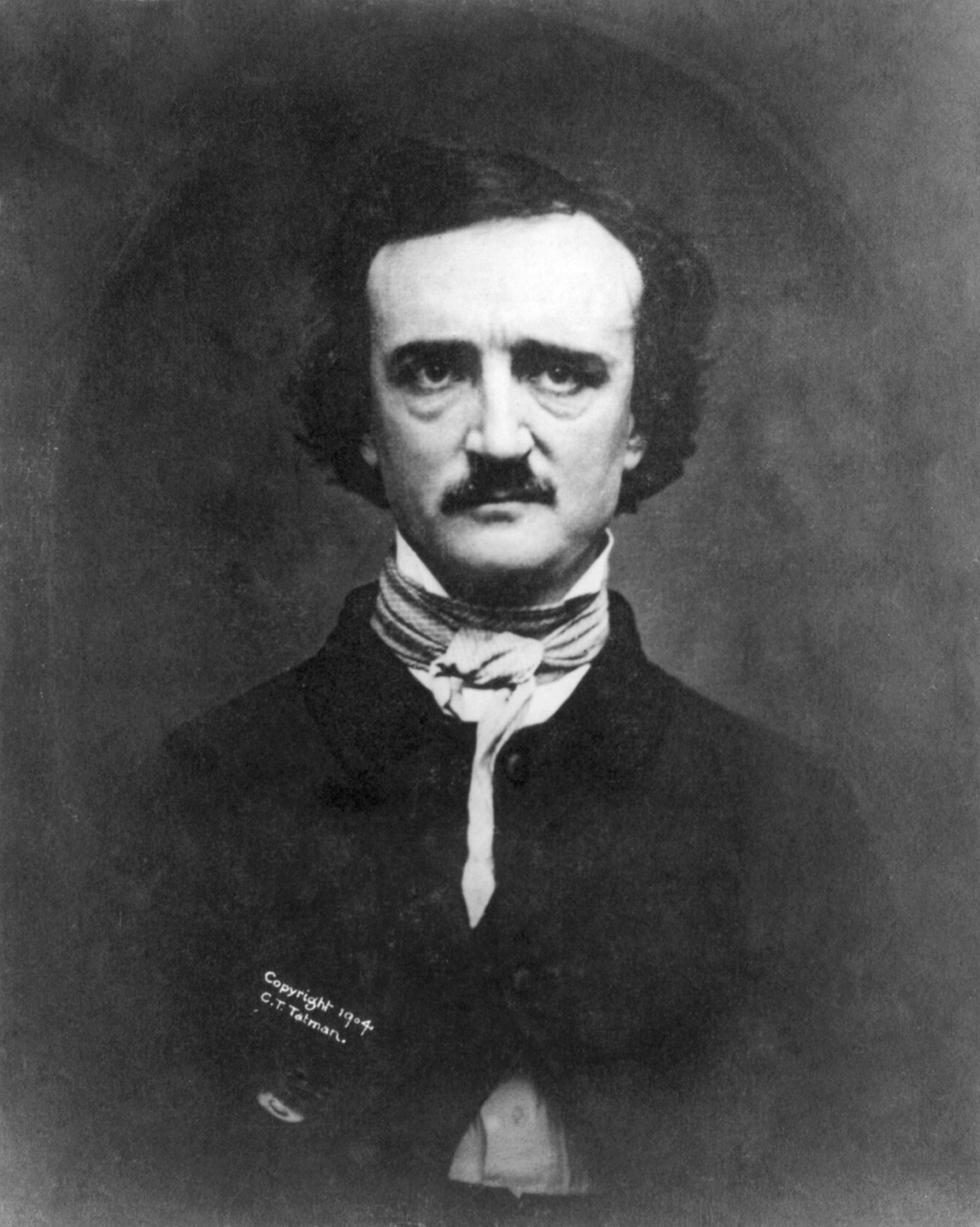
Edgar Allan Poe, máximo exponente del romanticismo oscuro.

Como una derivación del Romanticismo y del trascendentalismo, surgió el romanticismo oscuro, una corriente artística que se mostraba abiertamente pesimista respecto a la condición humana, la naturaleza y la divinidad. Algunos de los escritores que más se destacaron dentro del romanticismo oscuro fueron E. T. A. Hoffmann, John William Polidori, Sheridan Le Fanu, entre otros. En los Estados Unidos, el escritor Washington Irving marcó la llegada al Nuevo Mundo de la temática oscura con la publicación de un relato titulado La leyenda de Sleepy Hollow en 1820.
El escritor estadounidense Edgar Allan Poe fue la figura más representativa del romanticismo oscuro. Su obra dejó un importante legado que alcanza a la subcultura gótica debido a que abarca no solo aspectos literarios, sino estéticos en general, pues influyó en el simbolismo, en el decadentismo, en la ficción detectivesca, en la narrativa doppelgänger, en las teorías formalistas y estructuralistas, en la ciencia ficción, en la literatura de terror, en el absurdismo grotesco del gótico sureño, en el trascendentalismo e incluso en la psicología y en la parapsicología. Una de las primeras traducciones de la obra de Poe a otro idioma fue la de Charles Baudelaire, quien lo tradujo al francés.
En los años 1840 se puso de moda entre los jóvenes fumar los recientemente inventados cigarrillos, especialmente los perfumados con clavo, pues el tabaco había pasado de moda y se consideraba propio de las viejas generaciones. Al mismo tiempo empezaron a popularizarse ciertas drogas entre los artistas como el láudano y la absenta, con las que se pretendía alcanzar nuevos estados de conciencia. En muchas tertulias de artistas románticos se decoraban las estancias con temáticas siniestras: calaveras, huesos, terciopelo negro y otros objetos similares. Estas costumbres extravagantes quedarían consignadas en las obras de muchos de esos artistas.

#### Malditismo y decadentismo

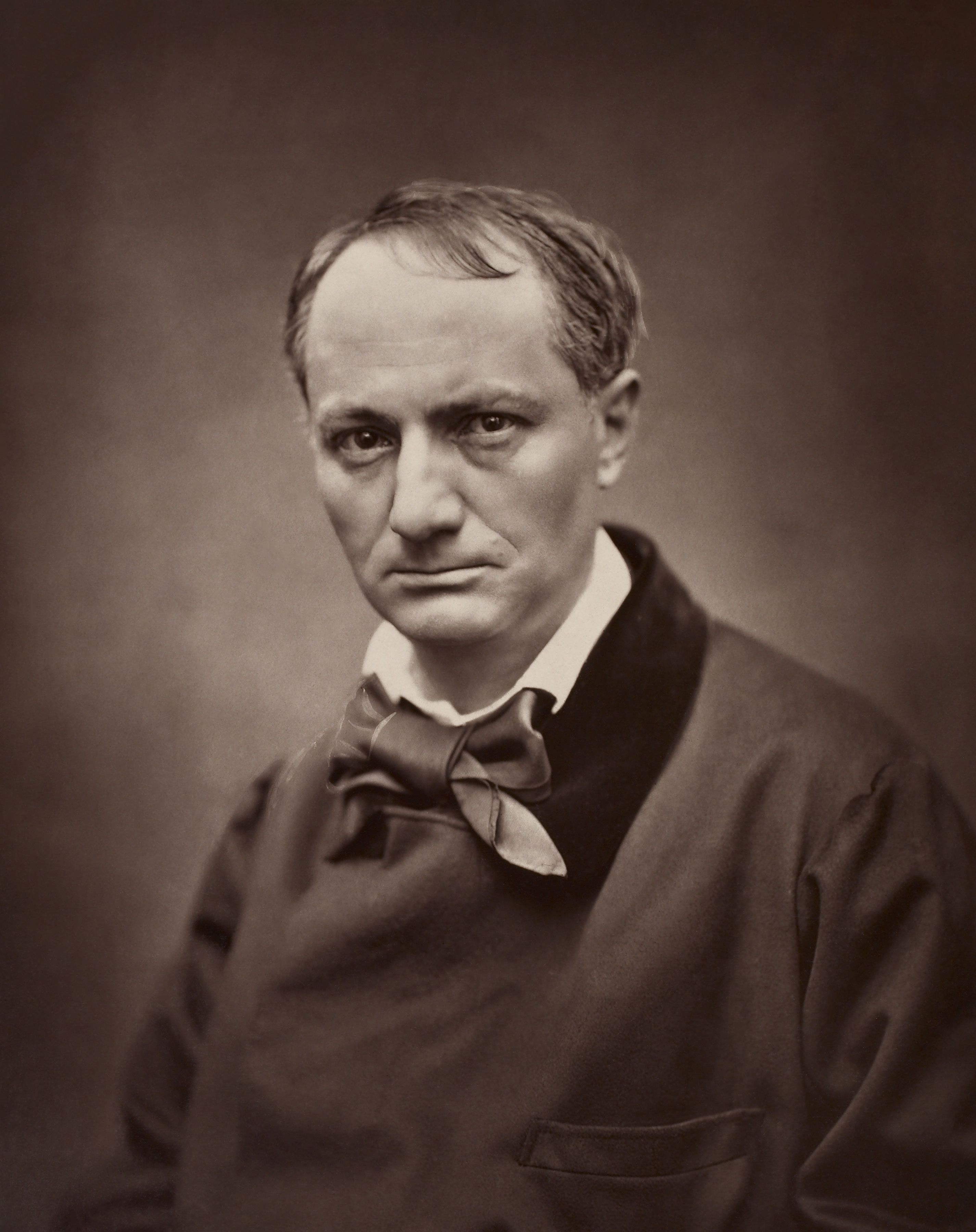
Charles Baudelaire, máximo representante del malditismo y considerado el padre espiritual del decadentismo.

Charles Baudelaire y los poetas malditos influyeron en la estética gótica especialmente por sus vidas intensas dedicadas a la bohemia y en algunos casos a la autodestrucción. Este movimiento, conocido como malditismo, estuvo ligado al decadentismo, una corriente opuesta al parnasianismo. De acuerdo con los decadentistas, se debía valorar la libertad en la expresión artística por encima de cualquier normativa; además eran indiferentes a las cuestiones morales, criticaban las costumbres burguesas y buscaban experimentar situaciones extremas. El decadentista Joris-Karl Huysmans fue uno de los principales críticos del utilitarismo y del estilo de vida burgués, y en su obra A contrapelo (1884) —considerada como la biblia del decadentismo— expresó un inmenso pesimismo que influiría en escritores como Oscar Wilde y Paul Valéry. Para Huysmans, que apreciaba lo solitario e inusual, el arte es lo único que le da sentido a la existencia. 
El historiador del movimiento gótico Mick Mercer, en su obra Hex Files: The Goth Bible (1996), considera que A contrapelo de Huysmans es una obra fundamental para el posterior desarrollo de la subcultura gótica, pues «la subcultura gótica se expande para abarcar a muchos, si no todos, los asuntos tratados por Huysmans en Contra natura (otro nombre que recibe A contrapelo): un libro que despliega ante sus lectores una "fiesta negra" de alegres perversiones.»
Los excesos en el género literario del terror gótico generaron lugares comunes y clichés que empezaron a cansar a los lectores. En 1887 Oscar Wilde publicó un relato satírico y burlesco en el que se mofaba de las temáticas tradicionales de la novela gótica: El fantasma de Canterville, y ya en los años 90 del siglo XIX se escribieron algunas de las últimas novelas góticas del antiguo estilo, al tiempo que llegaba a su máximo esplendor la época victoriana. En 1890, fue publicado El retrato de Dorian Gray, de Oscar Wilde; en 1892 El castillo de los Cárpatos, de Julio Verne, y en 1897, Bram Stoker publicó uno de los más grandes clásicos del género: Drácula.
En el ámbito de la literatura hispanoamericana se destaca la influencia de algunos escritores que exploraron la estética oscura como Gustavo Adolfo Bécquer, Amado Nervo, Julio Flórez y José Asunción Silva, entre otros.

### Influencias delsigloXX

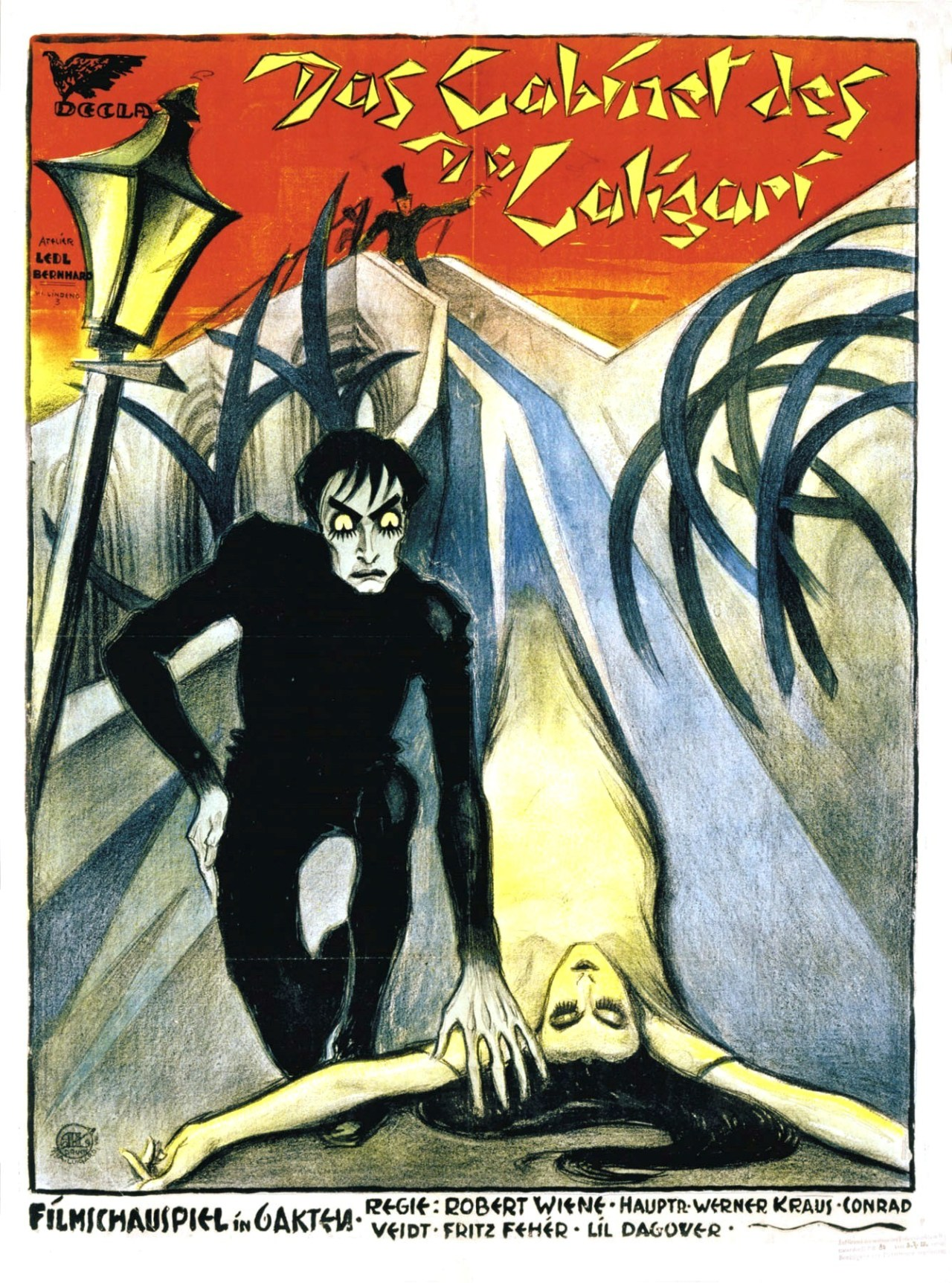
Cartel de la película El gabinete del doctor Caligari (1920).

En literatura, una de las primeras influencias de principios del siglo XX fue la de Gastón Leroux, con su novela gótica El fantasma de la ópera, de 1910, que seguía el estilo del antiguo Romanticismo y los cánones clásicos de la narrativa gótica. En 1908, el estadounidense H. P. Lovecraft había escrito uno de sus primeros relatos, El alquimista, en el que intentaba imitar el viejo estilo gótico, incluyendo todos los lugares comunes del pasado (ruinas medievales, maldiciones, magia, etc.), pero con sus obras posteriores este autor crearía un nuevo tipo de terror, conocido como cosmicismo, que ejerció una notable influencia en el terror y la ciencia ficción posteriores. 
Con la invención del cine, el poderoso imaginario de las películas de terror comienza con el expresionismo alemán en la década de 1920, con películas como El gabinete del doctor Caligari y Nosferatu: Una sinfonía del horror. Luego continúa con los filmes de los estudios Universal en los años 30 y películas de terror de clase B como Plan 9 From Outer Space, en la que participó la actriz Maila Nurmi, conocida como Vampira, cuya imagen se hizo icónica. Después influyeron también las películas de terror de los estudios Hammer.

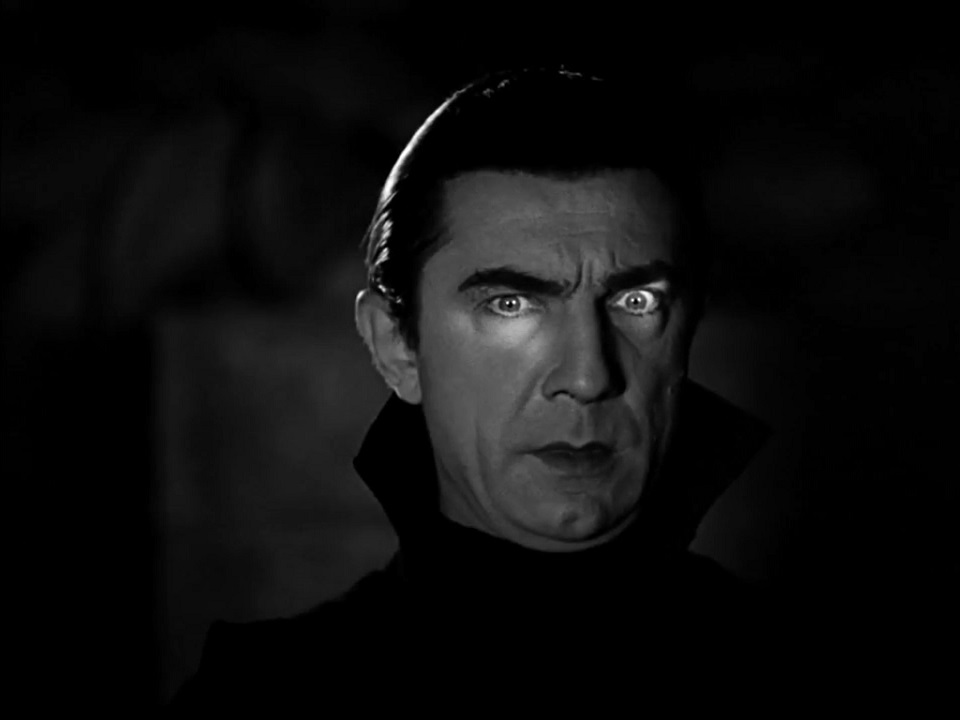
Béla Lugosi protagonizando la película Drácula, de 1931.

El héroe byroniano, en particular, es un precursor clave de la actual imagen del varón gótico. Los primeros góticos fueron atraídos particularmente por la imagen arquetípica de Drácula de Béla Lugosi. Principalmente tomaron de su imagen el aspecto de un ser con una especie de aura peligrosa pero a la vez elegante, místico y misterioso. Para las mujeres góticas, el arquetipo de la mujer fatal (del francés femme fatale), que apareció en la literatura del Romanticismo, los filmes noir y en la novela gótica, pasó a ser un modelo recurrente. En el cine, el estilo de mujer fatal adoptado por la actriz de cine mudo Theda Bara ejerció una influencia duradera. Un dato curioso es que su primer nombre (Theda) es un anagrama de muerte en inglés (Death). Ella estableció la imagen clásica de la mujer pálida y fatal en posteriores películas, lo cual en última instancia influenció a la cultura gótica [cita requerida].
En 1935 se estrenó La novia de Frankenstein, secuelta de Frankenstein (1931), y considerada por la crítica como una de las mejores versiones de Frankenstein de la historia, a pesar de que muchas escenas fueron suprimidas por orden de la Production Code Administration, la autoridad de censura cinematográfica estadounidense que funcionó entre los años 1930 y 1960.
El primer sencillo de la banda Bauhaus, Bela Lugosi's Dead, lanzado en agosto de 1979, concuerda con el comienzo de la subcultura gótica. Algunos miembros de Bauhaus eran incluso estudiantes de arte y/o activos artistas. La canción homónima de ese sencillo sería parte de la banda sonora de la película El ansia (1983), que es una película de culto para los góticos. Otras tempranas y notables influencias incluyen a Siouxsie Sioux, del grupo Siouxsie And The Banshees, Robert Smith de The Cure, y Dave Vanian de la banda musical The Damned. 
Algunos de los primeros artistas del rock gótico y el death rock adoptaron imágenes de las películas de horror tradicionales, y utilizaban también las bandas sonoras de esos filmes en busca de inspiración. Sus audiencias respondieron adoptando vestidos y accesorios propios del movimiento. El uso de accesorios comunes en el cine de terror, como volutas de humo, murciélagos de goma y telarañas fue frecuente como decoración en el club gótico Batcave. Tales referencias en su música y en su imagen fueron en un comienzo una parodia, pero a medida que pasaba el tiempo, las bandas y los miembros de la subcultura tomaron sus influencias más en serio. Como resultado, los elementos morbosos, supernaturales y ocultistas se convirtieron en elementos más notables de la subcultura. La relación entre el terror y el movimiento gótico fue resaltada en sus comienzos por el filme The Hunger (1983), una película de vampiros protagonizada por el roquero glam David Bowie, Catherine Deneuve y Susan Sarandon. El filme cuenta con la aparición de la banda gótica Bauhaus interpretando Bela Lugosi's Dead en un club nocturno. 

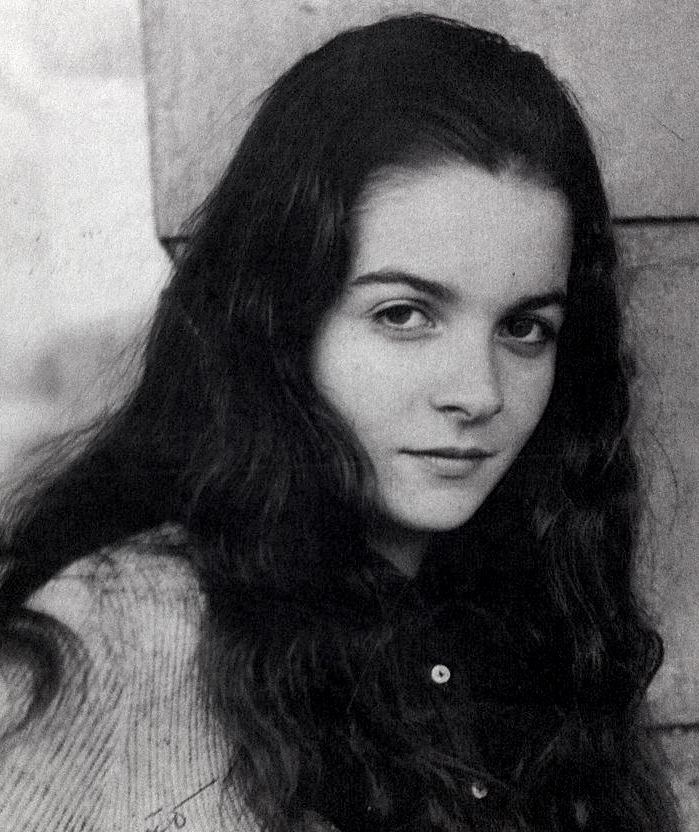
Tina Romero, protagonista de Alucarda, la hija de las tinieblas (1978).

Durante los años 1960, series de televisión como The Addams Family y Los Munsters usaron estereotipos asociados a la estética oscura para hacer comedias, y durante los años 1970 algunas películas de terror siguieron contribuyendo con elementos visuales y culturales, como Le Moine (1972), basada en la novela gótica El monje, de Matthew Lewis. Más adelante se estrenó Halloween (1978) y, en el contexto hispanoamericano, Alucarda, la hija de las tinieblas (1978), una película de horror mexicana basada en la novela Carmilla que hizo uso del arquetipo de la femme fatale y el erotismo lésbico.

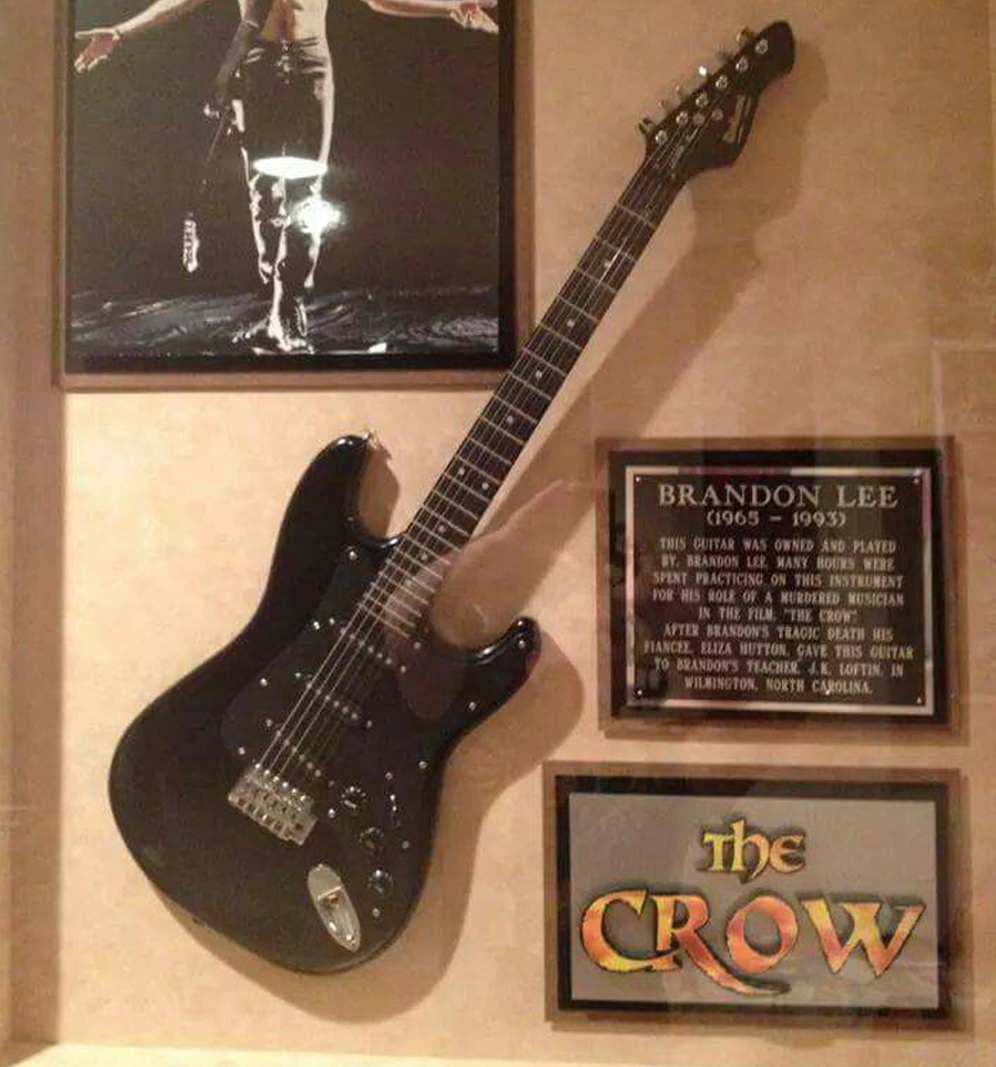
La película El cuervo (1994) ejerció influencia sobre la estética gótica de los años 1990.

En 1987 se estrenó la película The Lost Boys, que exploraba el género de los vampiros desde una nueva y moderna óptica. En 1991 se recuperó el tema de la clásica familia Addams con el estreno de la película The Addams Family, en la que las actrices Anjelica Huston y Christina Ricci se convirtieron en iconos de la comunidad gótica por mucho tiempo. En 1994 la película El cuervo ejerció notable influencia en lo que sería la evolución de la estética gótica en los años 1990. Posteriormente, a medida que la subcultura se iba estableciendo, la conexión entre lo gótico y la ficción de terror se convirtió en casi un cliché, al punto de que muchos góticos aparecían como protagonistas en novelas y películas de terror. Por ejemplo, la película The Craft (1996), tomaba directamente elementos de la estética gótica y acercó por primera vez dicha estética al gran público de masas. En la televisión influyeron series animadas como Count Duckula (1988-1993) y Gargoyles (1994-1997).
Las películas de Tim Burton presentan en su gran mayoría personajes góticos o inspirados en la cultura, especialmente Beetlejuice (1988) – protagonizada por Lydia, una adolescente gótica-, Edward Scissorhands (1990), The Nightmare Before Christmas (1993), Sleepy Hollow (1999). Muchas de estas películas acercaron aún más al "gran público" a la escena gótica. En 1993, la localidad de Whitby se convirtió en el emplazamiento de lo que se convirtió en el festival gótico más grande de Gran Bretaña, como resultado de aparecer en la novela Drácula de Bram Stoker.
En el ámbito de la literatura gótica durante los años 1990 se destaca la reformulación del mito del vampiro que hicieron dos autoras: Anne Rice y Poppy Z. Brite. La primera es la más conocida, sobre todo por su serie de novelas, Crónicas vampíricas. Los personajes de Rice son descritos en conflicto con la carga de la eternidad y la soledad, lo cual, sumado a su ambivalente o trágica sexualidad, ha atraído a muchos lectores góticos, haciendo a sus obras muy populares en los años 80 y 90. Se han filmado algunas películas basadas en sus libros, destacándose Entrevista con el vampiro, protagonizada por Brad Pitt, y la más reciente Queen of the Damned. La primera, en particular, ayudó a extender aún más el estilo victoriano dentro de la subcultura. Igualmente, la ropa inspirada en ese período siempre fue una tendencia recurrente dentro del movimiento. En el caso de Poppy Z. Brite, su influencia no ha traspasado las fronteras de los Estados Unidos con la misma fuerza que Anne Rice, aunque en ese país es notable la repercusión que tuvo en la subcultura gótica su novela El alma del vampiro, de 1992.
Otros escritores de ficción que desde el siglo XX han influido en la subcultura gótica son Stephen King, Neil Gaiman y Clive Barker; este último retomó el tema clásico del antihéroe fáustico creado por Goethe.

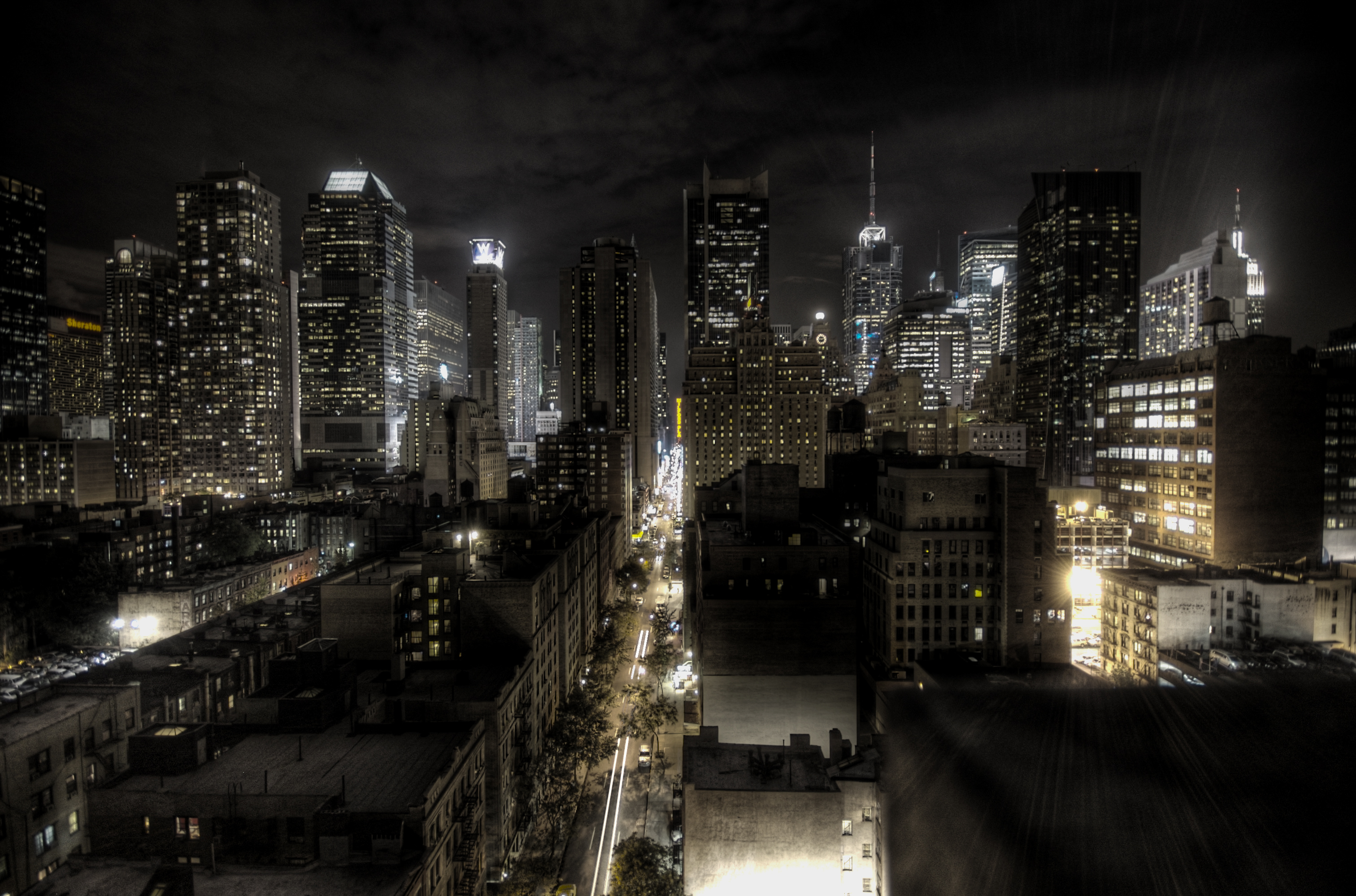
Vista nocturana de Nueva York, una de las ciudades en las que está inspirada la ciudad ficticia de Gotham City.

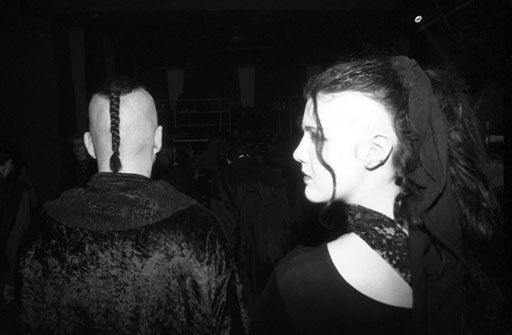
Pareja gótica en 1994.

Durante buena parte del siglo XX, y posteriormente en el siglo XXI, el personaje de ficción Batman influyó en una estética urbana oscura, principalmente por la ciudad ficticia de Gotham City, conocida a veces en español como Ciudad Gótica. La ciudad está inspirada en ciudades como Nueva York, Chicago y Pittsburgh, presenta una atmósfera oscura, con construcciones arquitectónicas de influencia neogótica y art déco. 
Algunos juegos de rol como Vampiro: la mascarada fueron inspirados en la música y la cultura gótica y sirvieron para extender el movimiento gótico. También contribuyeron a aumentar el interés por estas temáticas animes como Hellsing y géneros artísticos como el cyberpunk a partir de la década de 1980. La influencia del cyberpunk influyó en una nueva subcultura, derivada de la gótica, llamada cybergoth, a finales de la década de 1990.
Los años 1990 representaron un máximo auge y a la vez el principio de un declive del movimiento gótico. Esto ha sido explicado por algunos autores en razón de que eran los años finales del siglo, lo que generó en la sociedad una cierta melancolía generalizada y tendencias hacia lo oscuro y decadente. En 1996 hubo pánico entre algunas personas que veían ese como el año del Diablo, puesto que su numerología podía formar el 666. En 1997, el historiador del arte Christoph Grunenberg escribió, asombrado por el auge que en aquellos años tuvo la oleada oscura en el mundo occidental, que «es como si la noche eterna hubiese caído sobre el mundo y el negro fuera el color más de moda del otoño del siglo.»
El 20 de abril de 1999 ocurrió la masacre de la Escuela Secundaria de Columbine (Colorado), que ejerció una influencia negativa sobre la subcultura gótica de los Estados Unidos, pues los medios de comunicación de la época identificaron de manera equivocada a los dos jóvenes perpetradores de la masacre como góticos, error que permaneció en la mentalidad de gran parte de la población estadounidense, llegando a provocar discriminación, muestras de odio y agresiones hacia la comunidad gótica. Este acontecimiento es visto por muchos como el principio del declive de la subcultura gótica.

### Siglo XXI
Desde principios del siglo XXI la subcultura gótica empezó a experimentar un declive, debido, en parte, a la mercantilización de la música y de la estética gótica. En el caso de la industria musical, muchos grupos de géneros ajenos al movimiento como el visual kei empezaron a autodenominarse góticos, lo que generó la reacción de miembros de la comunidad que incluso comenzaron a rechazar el llamarse a sí mismos góticos para no tener que verse asociados con otras corrientes nuevas que empezaban a popularizarse como el gothic lolita. En la cultura popular, los góticos en el cine y la televisión se volvieron clichés y caricaturas que en muchos casos ridiculizaban a los miembros de la subcultura. Sin embargo, aún se hicieron películas icónicas como La sombra del vampiro (2000), que a pesar de su bajo presupuesto, consiguió un excelente resultado.
Durante los primeros años del nuevo siglo aparecieron tribus urbanas que cautivaron a decenas de miles de jóvenes, como los floggers y los cumbieros. Pero la tribu urbana que más adeptos ganó a principios del nuevo siglo fue la de los emos, con quienes la opinión pública y los medios de comunicación confundieron a los góticos debido a ciertas similitudes superficiales en la apariencia. En el caso de la industria musical en Hispanoamérica, aparecieron nuevos géneros musicales como el reguetón, que atrajo a cientos de miles de seguidores entre los jóvenes. Toda esta explosión de nuevos movimientos fue relegando la ola oscura que se había extendido durante los años 80 y 90 del siglo pasado.

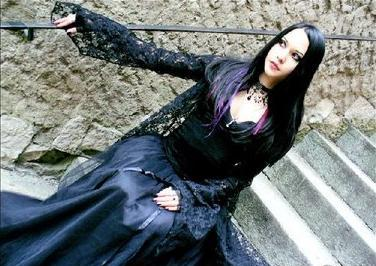
Mujer gótica.

Al mismo tiempo, dentro de la comunidad gótica, que cada vez estaba más mermada, se intensificó el carácter consumista e individualista; se abandonó su carácter comunitario y se le dio preponderancia a aspectos como la moda, el cosplay, los disfraces victorianos y la compra de artículos de marcas exclusivas. También se acentuaron las diferencias entre lo que se llamó "estilos góticos" dentro de la subcultura, como el victoriano, el medieval, etc., lo que generó en algunos casos elitismo, confusión e intolerancia dentro de la misma comunidad. Paradójicamente, el siglo XXI también ha sido la época de la consolidación de los grandes festivales góticos del mundo, principalmente en Alemania.
Ya entrado el nuevo siglo, de los personajes clichés en cine y televisión se pasó a la casi desaparición de los mismos, salvo por algunas excepciones. Este declive tuvo consecuencias en decenas o cientos de locales de música, ropa y accesorios destinados a los góticos que tuvieron que cerrar sus puertas en los Estados Unidos o cambiar su enfoque hacia nuevos públicos.
En el año 2007 una joven inglesa llamada Sophie Lancaster fue brutalmente asesinada por un grupo de pandilleros en Bacup, Inglaterra. El motivo del asesinato fue que la joven era mosher, término con el que se conoce a los góticos en Inglaterra. El novio de Sophie, Robert Maltby, que también era mosher, fue atacado igualmente y quedó en coma, pero logró recuperarse. Este hecho ha sido recordado por la comunidad gótica del mundo como una muestra de la intolerancia social hacia esta comunidad.
A pesar del declive y la mercantilización del movimiento durante los años 2000, no ha dejado de producirse nueva música, los festivales se siguen realizando y la subcultura se sigue reinventando constantemente, en espera del resurgimiento de una nueva ola oscura como la que se vivió a finales del siglo XX.

## Estética y moda

### Antecedentes históricos

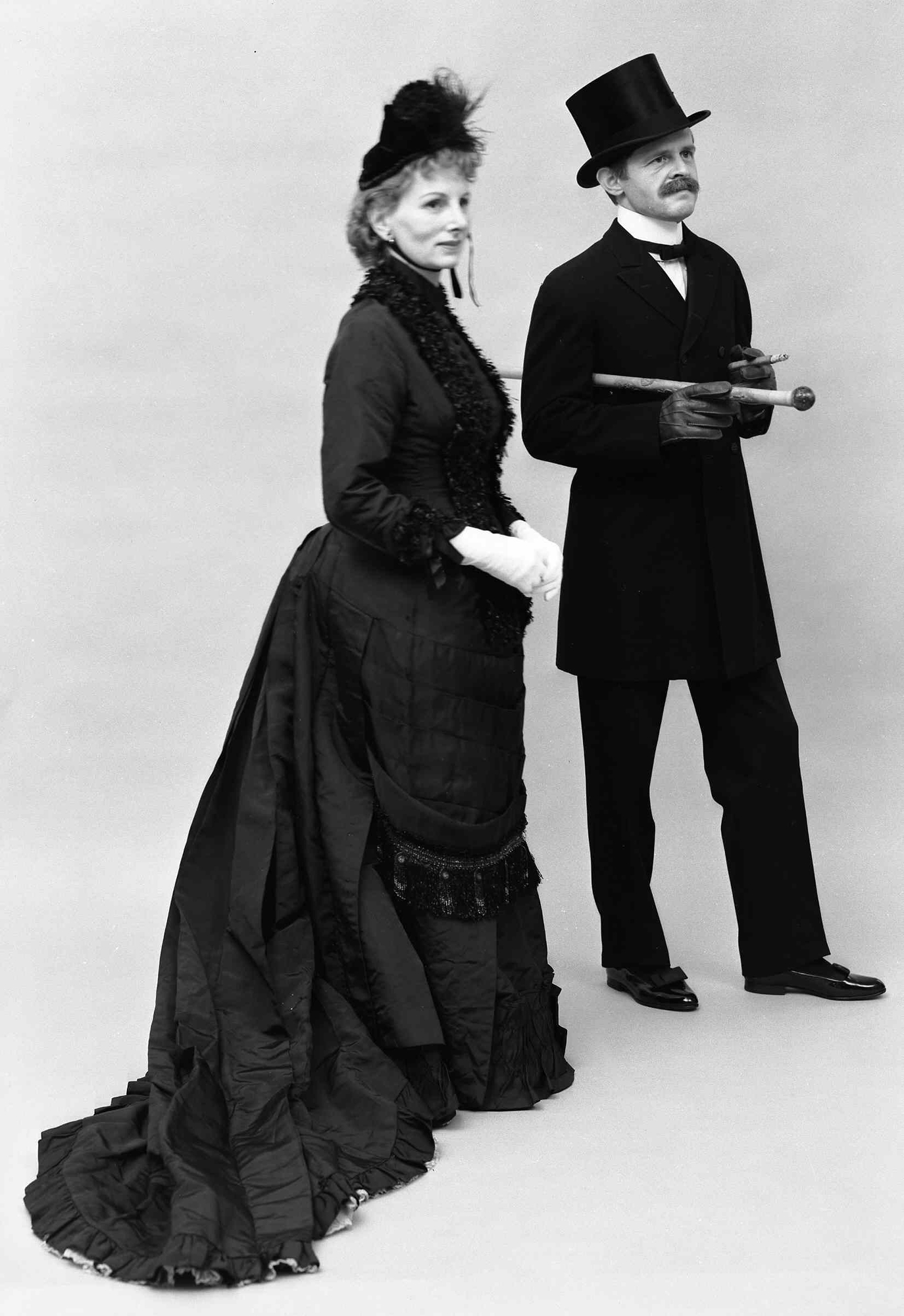
Ejemplo de moda victoriana.

- El negro ala de cuervo: En el siglo XVI, la Corte del rey Felipe II de España puso de moda el tono negro "ala de cuervo" en toda Europa. El rey comenzó a vestir de luto desde la muerte de la reina Isabel de Valois, y así lo hizo por el resto de su vida. En el funeral de la reina se vio llorar por primera y única vez a Felipe II. La moda de vestir de luto inició en la Corte, para imitar al rey, pero pronto se extendió por toda Europa y América. Esta moda fue conocida como "vestir a la española", y fue impulsada por el rey para aprovechar el descubrimiento de un tinte descubierto en América que proporcionaba un tono de negro conocido como "ala de cuervo". Con el establecimiento de esta moda, las otras naciones se veían obligadas a comprar al Imperio español el tinte necesario para lograr ese tono, lo que representaba un ingreso económico considerable. La elegancia y sobriedad del negro "ala de cuervo" de los españoles fue un signo de distinción por mucho tiempo. Los trajes eran además resaltados con cuellos de lechuguilla y golilla y encajes de bolillos. Esta sobriedad fue además símbolo de autoridad y superioridad frente al enemigo, Enrique VIII de Inglaterra, que gustaba de los colores vivos y las joyas. Esta moda fue seguida por todos los gobernantes españoles de la Casa de Austria hasta la llegada de los Borbones, quienes erradicaron el color negro e impusieron la moda francesa, aunque Felipe V, el primer rey borbón de España, mantuvo el color negro durante unos pocos años.[11]

- La moda victoriana: Durante los 63 años del reinado de la reina Victoria del Reino Unido, se puso de moda un estilo de vestimenta que posteriormente ha influido en la subcultura gótica. La invención de la máquina de coser y de las producciones industriales en masa, permitieron el uso difundido de encajes y otros detalles que anteriormente eran muy costosos y que ahora rebajaban considerablemente sus costos. Además, nuevos materiales provenientes de las colonias británicas, como la goma, permitieron la introducción de nuevas prendas como las botas de goma y los impermeables. La industria química también facilitó el abaratamiento de las tinturas, al crearse tinturas sintéticas que reemplazaron a las tinturas vegetales y animales. En buena parte de la época victoriana predominó el color negro y se caracterizó por su elegancia y el gusto por los detalles. El negro de luto se llevaba tanto tiempo como cercanía tuviera la persona con el fallecido; es decir, mientras más cercanía y consanguinidad hubiese, mayor tiempo se debía vestir de luto. En las mujeres se popularizó el uso de corsé y corpiño, los encajes y varias capas de enaguas bajo las faldas. En los hombres se popularizó el uso del chaleco, los abrigos y el sombrero de copa. Los estilos variaron con el paso de los años, teniendo en cuenta que el reinado de la reina Victoria fue bastante largo. Pero el estilo victoriano no solo se reflejó en la moda, sino también en las artes decorativas y la decoración de interiores, entre muchas otras expresiones. Posteriormente, con el surgimiento de la subcultura gótica, se retomarían muchos aspectos de la moda victoriana.[12]

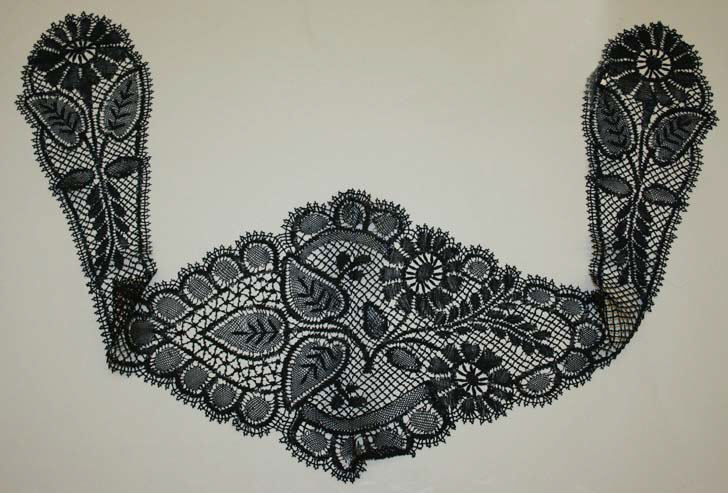
Gargantilla de encaje
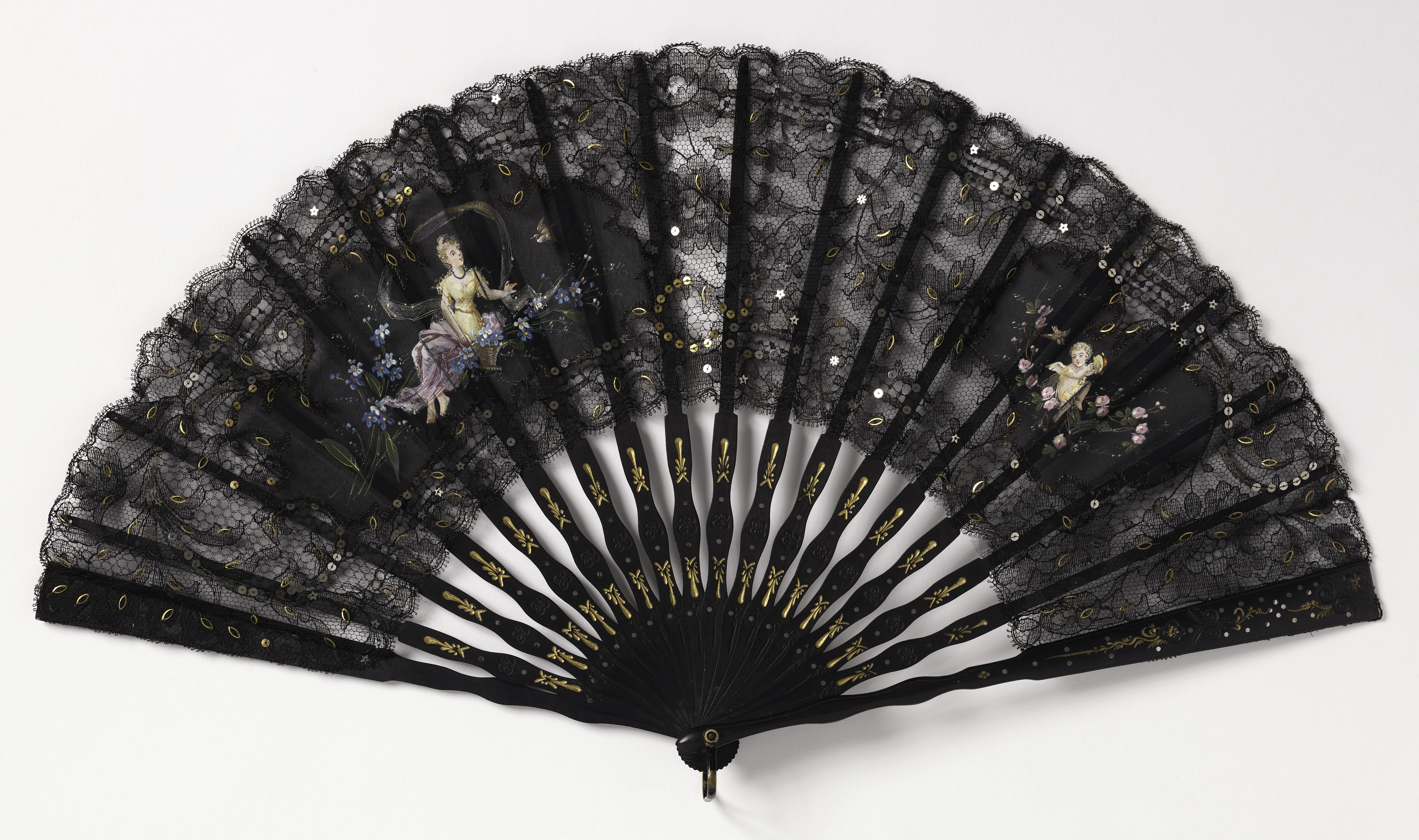
Abanico
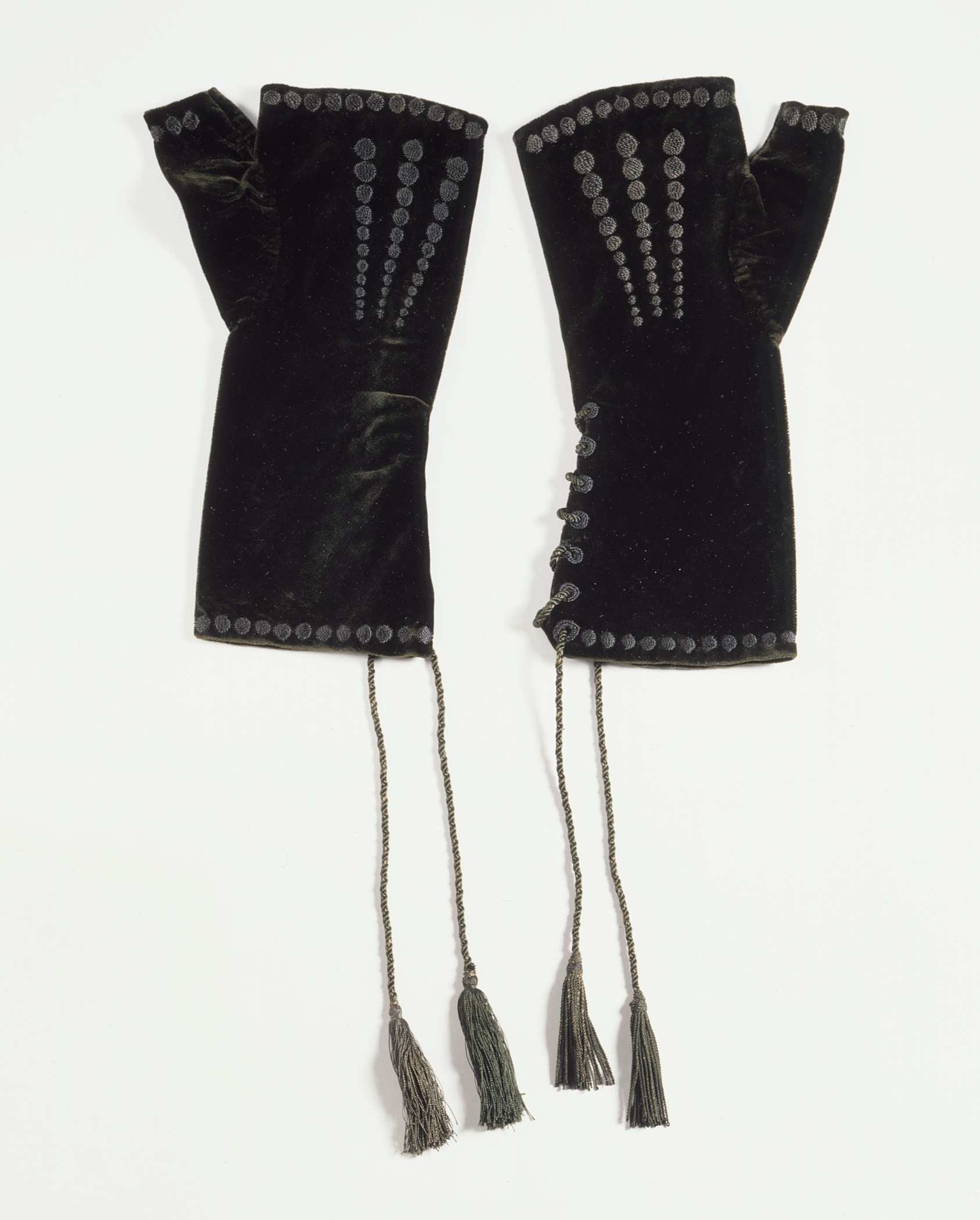
Mitones
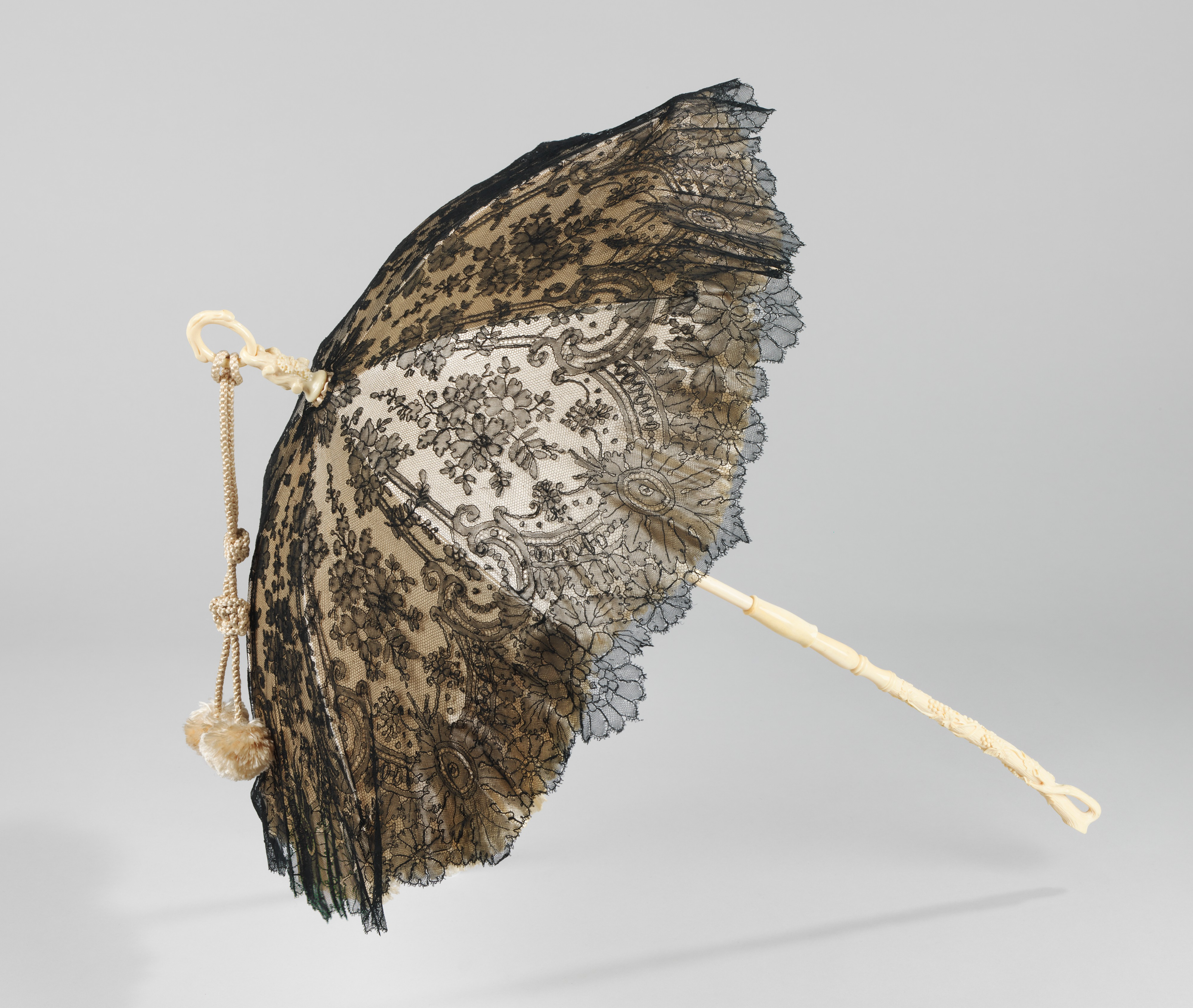
Parasol
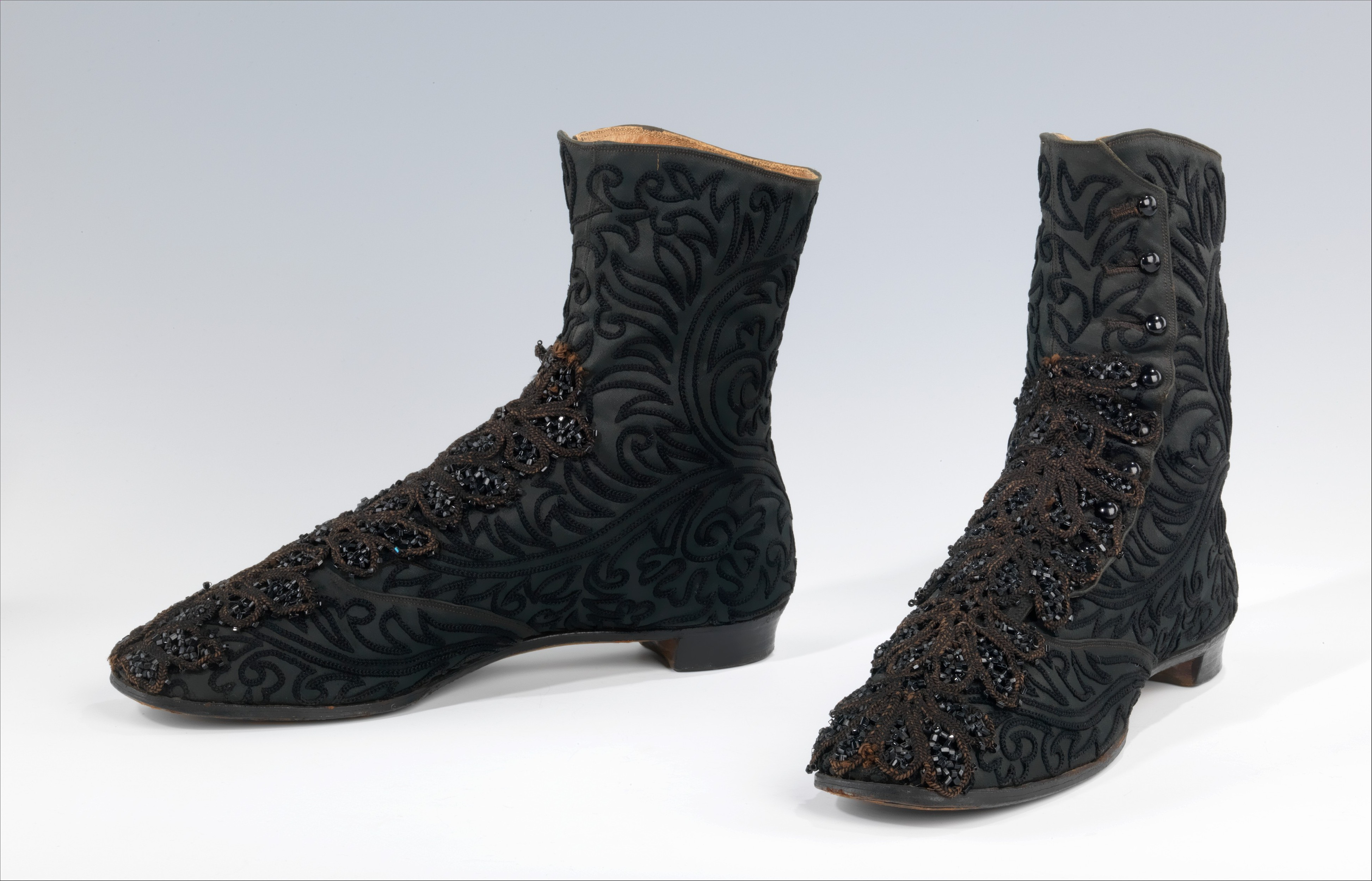
Zapatos femeninos

### Vestimenta e indumentaria gótica

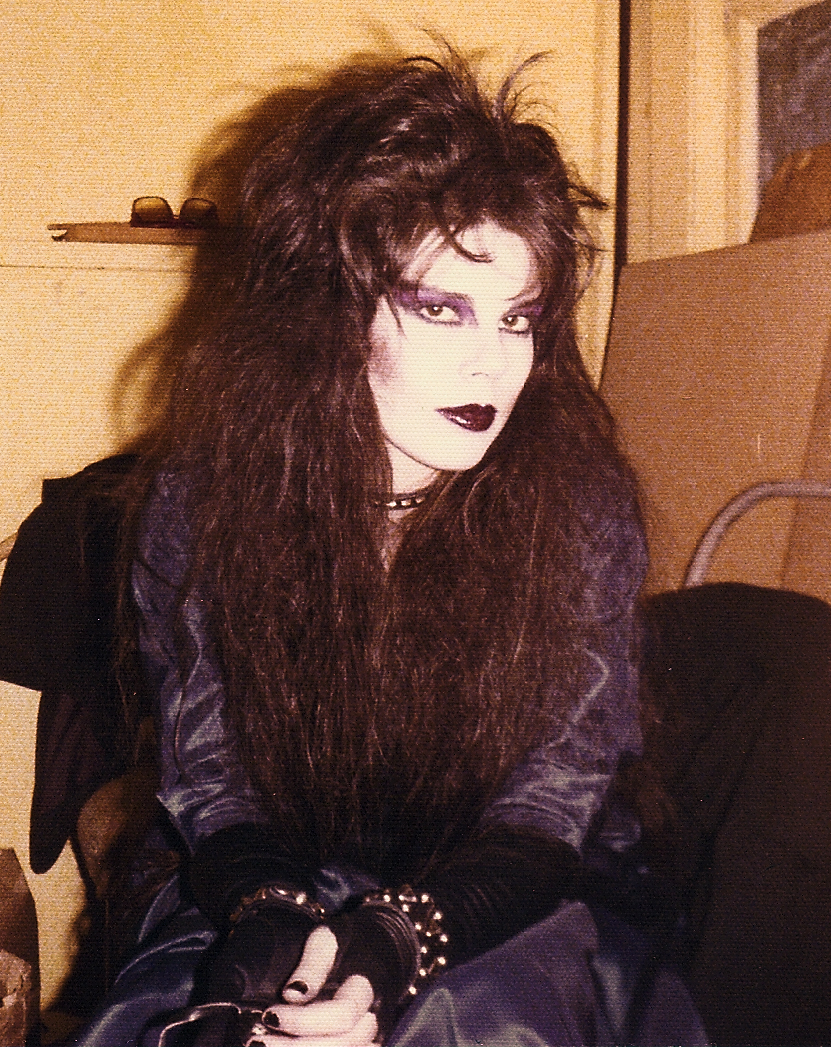
La cantante Patricia Morrison en una fotografía que refleja las principales características de la estética gótica de finales de los años 1970 y principios de los 1980.

Entre finales de los años 1970 y comienzos de los años 1980, cuando empieza a surgir la subcultura gótica, no se tenía una estética de vestuario ni maquillaje claramente definida, ni un modelo establecido para seguir. Por esta razón, la estética se fue formando sobre la marcha, tomando inicialmente muchos elementos de la escena punk, a los que se fueron adaptando elementos del cine y la literatura de terror, hasta que en poco tiempo dieron forma a una estética con características únicas. Los colores preferidos fueron los colores oscuros (negro, púrpura, rojo escarlata).
Debido a que en los inicios del movimiento no existían tiendas especializadas ni cánones de moda firmemente establecidos, los primeros góticos adquirían muchas de sus prendas y accesorios en tiendas de segunda mano. Esas prendas y accesorios las modificaban manualmente de acuerdo con sus gustos personales, de modo similar a como lo hacían los punk.

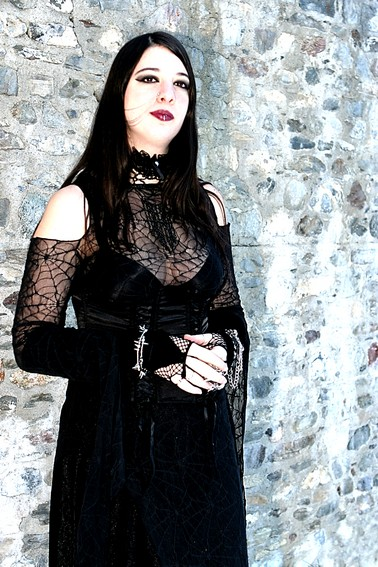
Fotografía de una mujer gótica vestida según los cánones góticos de finales de los años 1990 y comienzos de los años 2000.

Con el tiempo se fueron incorporando cada vez más elementos al vestuario, como el corsé y el corpiño en las mujeres, las medias de mallas y de red, los guantes, las chaquetas de cuero, los taches, botas con plataforma, encajes, prendas de terciopelo y seda, entre otros. En el maquillaje se usaron desde un principio las sombras oscuras y el delineador en los ojos, el cabello teñido de negro, púrpura o rojo y el maquillaje blanco para palidecer el rostro. En la época de la Batcave, las cantantes Siouxsie Sioux (de Siouxsie and the Banshees) y Patricia Morrison (de The Sisters of Mercy) impulsaron tendencias tanto en maquillaje como en peinado entre las mujeres góticas. El maquillaje de las cejas se inspiró por lo general en Morticia Addams y en Siouxsie Sioux.

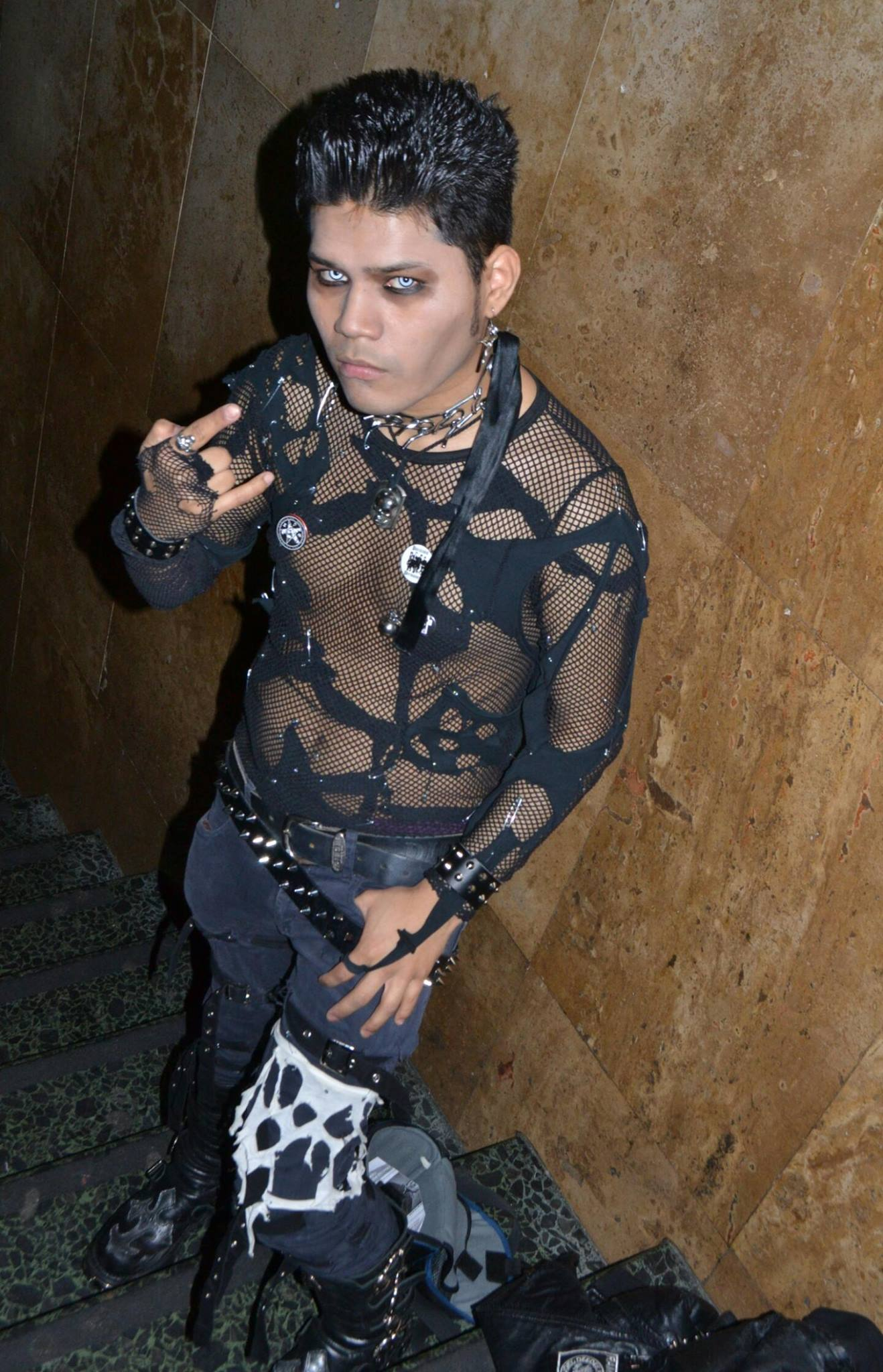
Fotografía de un joven vestido de estética gótica deathrock inspirado en el punk rock y glam rock.

En el ámbito masculino, ejercieron influencia estética figuras como Robert Smith (de The Cure), Dave Vanian (de The Damned) y Jonny Slut (tecladista de Specimen), entre otros. Daniel Ash inspiró entre los hombres un estilo de cejas conocido como "cejas de muerte". Tanto en hombres como en mujeres se usaron sombras para los ojos de colores azul eléctrico, púrpura y gris metálico. 

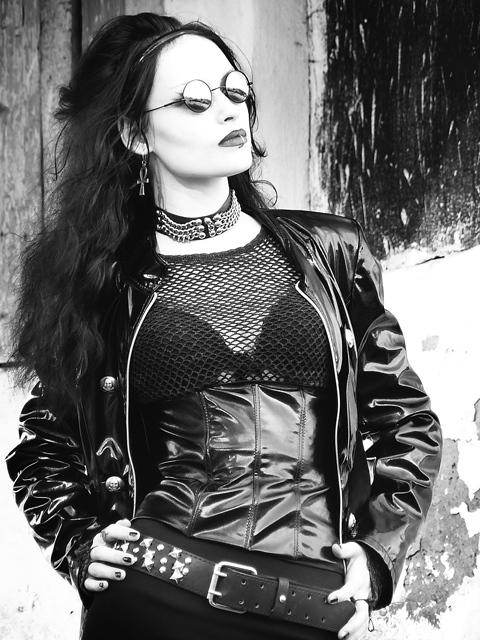
Mujer vestida de acuerdo con un estilo gótico ecléctico.

El uso de accesorios estuvo en un principio muy influenciado por el punk, y con el tiempo se fue diversificando, incluyendo capas, parches de las bandas favoritas, imperdibles, crucifijos, joyería religiosa y pagana principalmente en plata, anillos con gemas, entre otros. Hacia finales de la década de 1990 se incluyeron más accesorios como piercing, lentes de contacto, sombreros de copa y elementos asociados con el futurismo, en el caso de las tendencias electrónicas e industriales.
No existe una única tendencia estética dentro de la subcultura gótica, pero todas tienen en común la preponderancia de los colores oscuros. En un principio, sobre todo durante los años 1980, se notó mucho la influencia del punk, pero en los años 1990 comenzaron a tomar fuerza otras influencias como la moda de las épocas victoriana y eduardiana (Belle Époque). Posteriormente, se hizo común combinar elementos de distintas tendencias, y a finales de 1990 surgieron tendencias futuristas.

## Ideas y tendencias culturales

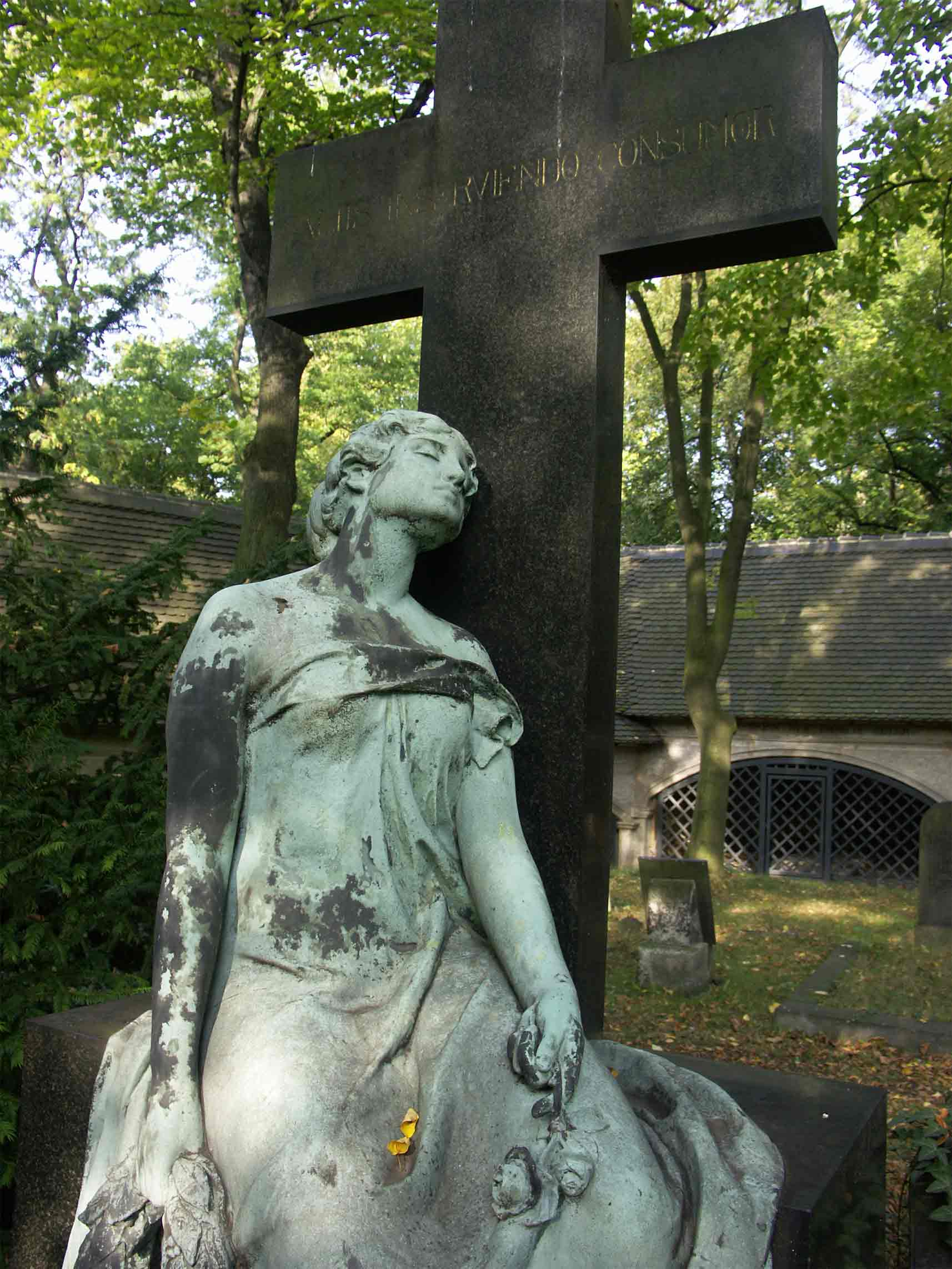
Los cementerios suelen ser lugares frecuentados por los góticos debido a que reúnen en su atmósfera y arquitectura características como el misticismo, la melancolía y la belleza de lo efímero y oscuro.

Respecto a una definición moderna de lo gótico, el autor Gavin Baddeley, en su obra Cultura gótica: una guía para la cultura oscura, afirma: «Lo gótico es lo bárbaro sofisticado. Es una pasión por la vida envuelta por el simbolismo de la muerte. (...) Cree que el deber es vano y que la vanidad es un deber. (...) Es una nostalgia ansiada de los días oscuros de un pasado que nunca existió. Niega la ortodoxia de la realidad y deposita su fe en lo imaginario. Es lo sacrílego y pagano, lo extraño, lo sobrenatural.» No es posible hablar de una ideología definida para la subcultura gótica. Si bien existen patrones y gustos comunes en casi todos los góticos, cada miembro tiene sus preferencias y sus propias concepciones acerca de lo que significa ser gótico. 
Por otra parte, la subcultura gótica es de naturaleza apolítica. A diferencia de otros movimientos como el hippie o el punk, la subcultura gótica no pronuncia un mensaje político y no llama explícitamente al activismo social. El grupo está marcado por un énfasis en el individualismo filosófico, la tolerancia y el gusto por la diversidad, una fuerte relevancia de la creatividad y el arte, una tendencia hacia la intelectualidad, algún tipo de espíritu de comunidad (al estilo underground), cierta antipatía por el conservadurismo social y una fuerte tendencia hacia el cinismo. Ocasionalmente se pueden detectar también rasgos de la filosofía existencial. Sin embargo, todas estas ideas no son comunes a todos los góticos. La subcultura no tiene postulados filosóficos ni políticos claramente establecidos, y, lo mismo que en materia religiosa, deja a sus miembros en libertad de elegir sus propias ideas y creencias.

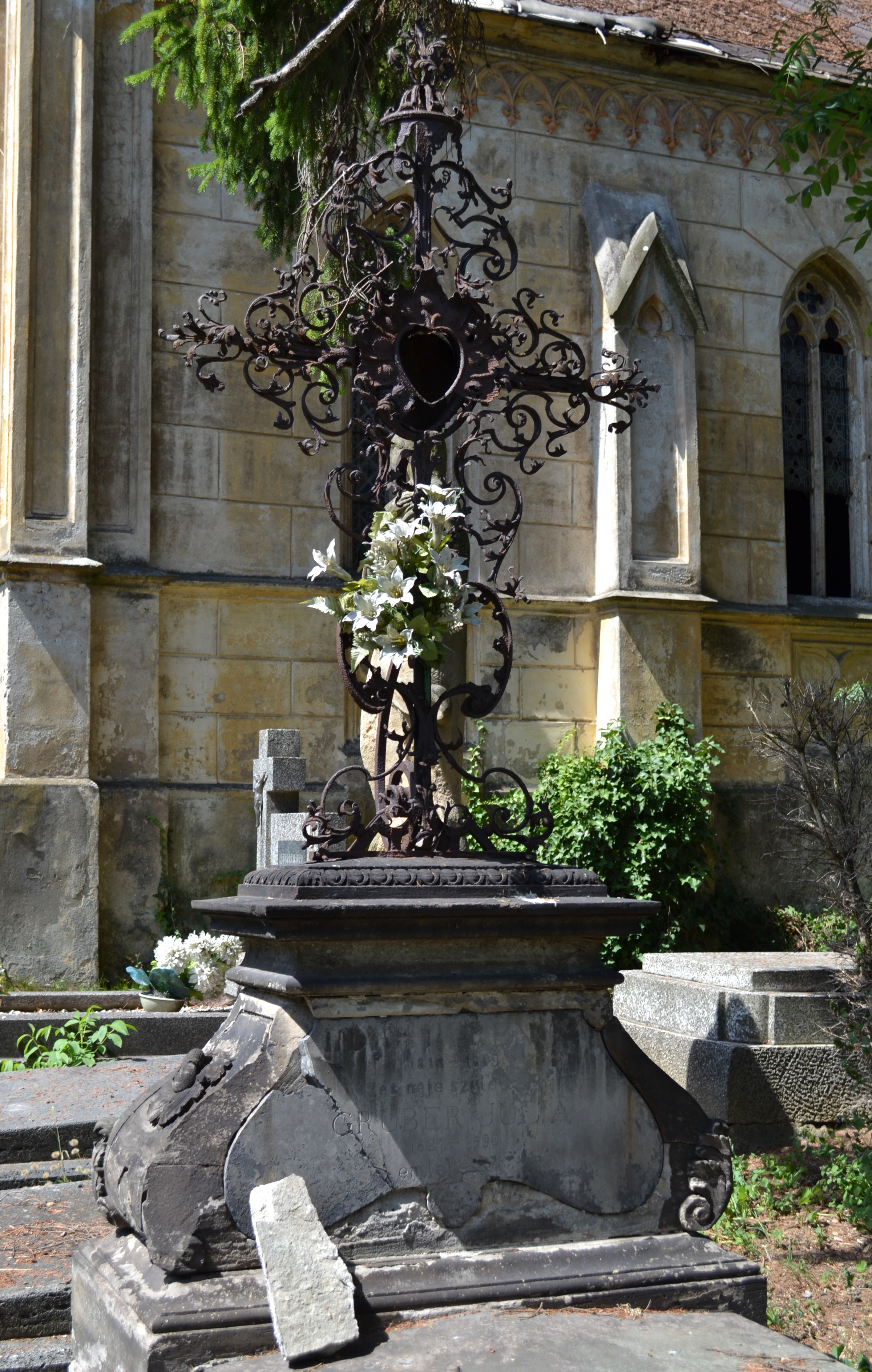
Interior de un cementerio.

La subcultura gótica se basa más en tendencias culturales y artísticas que en ideas éticas o políticas definidas. Sin embargo, debido a que entre sus miembros existe cierto gusto por la filosofía de corte disidente, algunos góticos pueden tener tendencias políticas personales que van principalmente desde el anarquismo (o aproximaciones a este) al liberalismo social; pero generalmente no ven esto como una parte fundamental de la identidad del grupo, aunque parcialmente les pueda parecer relevante el factor político por las implicaciones disidentes de su filosofía cultural. Pese a todo, una afinidad política es generalmente vista como una cuestión de conciencia personal y, al contrario del movimiento punk, hay pocos choques entre ser gótico y tener una tendencia política.
En cuanto a las ideas artísticas y culturales, los góticos suelen mostrar fascinación por temas como la muerte, la fugacidad de la vida, la belleza de lo efímero y de lo oscuro, lo místico, lo macabro y el concepto de lo sublime, entre otros, por lo que a muchos les atraen lugares como los cementerios, las casas abandonadas y los lugares en ruinas. En términos de percepción social, se les suele ver como personas con marcadas inclinaciones artísticas y estéticas. Los miembros de la subcultura gótica se consideran en general pacíficos pero también algo inaccesibles, reservados, en algunos casos elitistas y poco realistas, soñadores, melancólicos, idealistas y poseedores de un humor negro y cínico. Sin embargo, algunas de estas características pueden ser consideradas como estereotipos.
El valor que muchos jóvenes le otorgan al movimiento se evidencia en el hecho de que la subcultura aún sigue existiendo, después de que otros movimientos de los años 80 como los new romantics, e incluso otros más recientes, han desaparecido.

### Individualismo, consumismo y críticas internas
El libro Goth: Identity, Style and Subculture de Paul Hodkinson explora cómo la cultura occidental del individualismo, usualmente expresada por la vía del consumismo, es utilizada por los góticos y otros grupos urbanos. Muchos de los que se aproximan a este grupo son personas con problemas para adaptarse a las reglas de la sociedad y, para sus miembros, la subcultura gótica proporciona un importante medio de experimentar un sentimiento de comunidad y de aceptación, cosa que no encuentran en la sociedad convencional. 
Hodkinson analiza cómo dentro de la subcultura el estatus se gana a través de una participación entusiasta y de la creatividad. Por ejemplo, el formar una banda, tocando música, haciendo ropa, diseñando, creando arte, escribiendo un fanzine o actividades de la línea y cultura del hazlo tú mismo. El autor sugiere que la propia conciencia de lo artificial de la cultura gótica es una alternativa válida en el mundo post-moderno, comparada con el someterse a las manipulaciones invisibles del consumismo popular y los medios de comunicación.

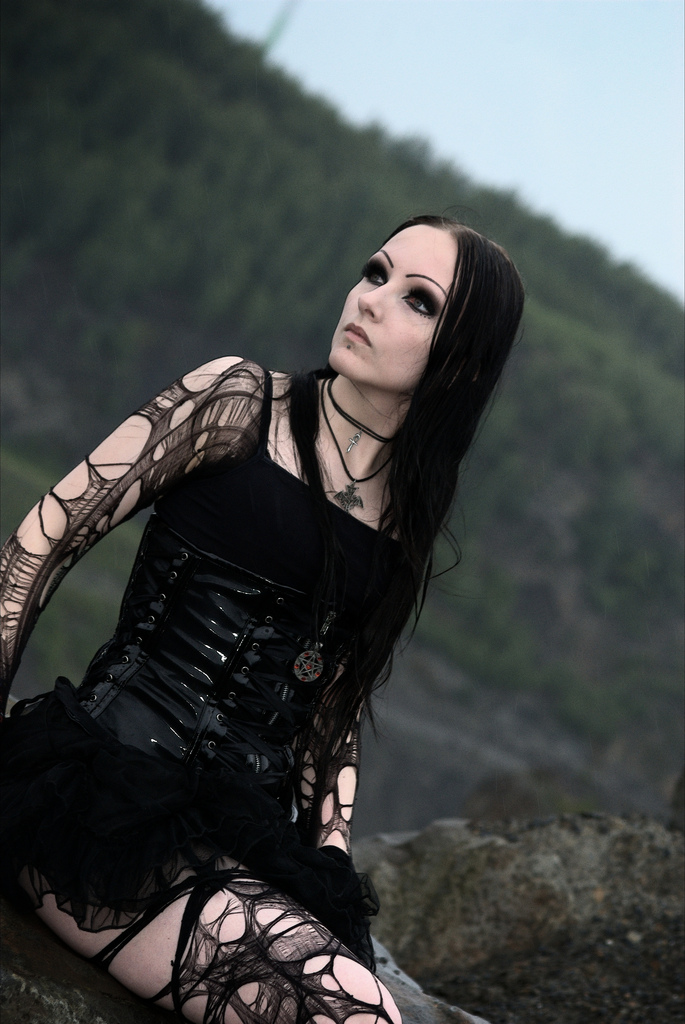
Mujer gótica.

Después de los años 2000, muchos góticos de la vieja escuela han criticado la tendencia de los más jóvenes hacia el individualismo, el consumismo y el materialismo, olvidando compartir en grupo y llegando en algunos casos a convertir la subcultura gótica en una moda y en un movimiento cosplay centrado en la compra de disfraces victorianos y productos de marcas exclusivas. En los Estados Unidos se critica especialmente a aquellos que compran atuendos completos en la cadena de tiendas Hot Topic, pues esto se considera generalmente como una mercantilización del movimiento.
Otra crítica interna recurrente al interior de la subcultura es hacia aquellas personas que se autodenominan góticas solo por su afición a la literatura y al cine de terror, o gustos similares, sin involucrarse realmente en el movimiento, su historia, su estética y, sobre todo, su música. De otro lado, también se critica a aquellos que se vuelven tan puristas que llegan a volverse elitistas. El elitismo gótico suele presentarse cuando una persona se obsesiona con las raíces históricas y más tradicionalistas de la subcultura, volviéndose intransigente hacia todo aquello que implique un cambio. El otro extremo es el de las personas que afirman que para ser gótico no existe ningún requisito, y que todo depende de lo que cada persona sienta.

### Espiritualidad

El anj egipcio es un símbolo muy popular entre los góticos.

La subcultura gótica no promueve la afiliación a ninguna creencia religiosa o espiritual específica, por lo que se deja a sus miembros en plena libertad de tener sus propias creencias. Mientras que no hay una conexión religiosa en común que vincule con la subcultura gótica, los elementos, accesorios y símbolos religiosos han jugado un rol importante en la estética, las canciones y el arte visual. Las razones de esa manera de vestir varían entre particulares, y abarcan expresión de afiliación religiosa, sátira o simplemente efecto estético-decorativo. Ejemplo de esto es el uso de rosarios, cruces, crucifijos, pentáculos o el anj egipcio, que es un símbolo muy popular entre los góticos. Según el historiador de la música Mick Mercer, las imágenes religiosas en el contexto de la estética gótica están teñidas muchas veces de veladas sugerencias sexuales.

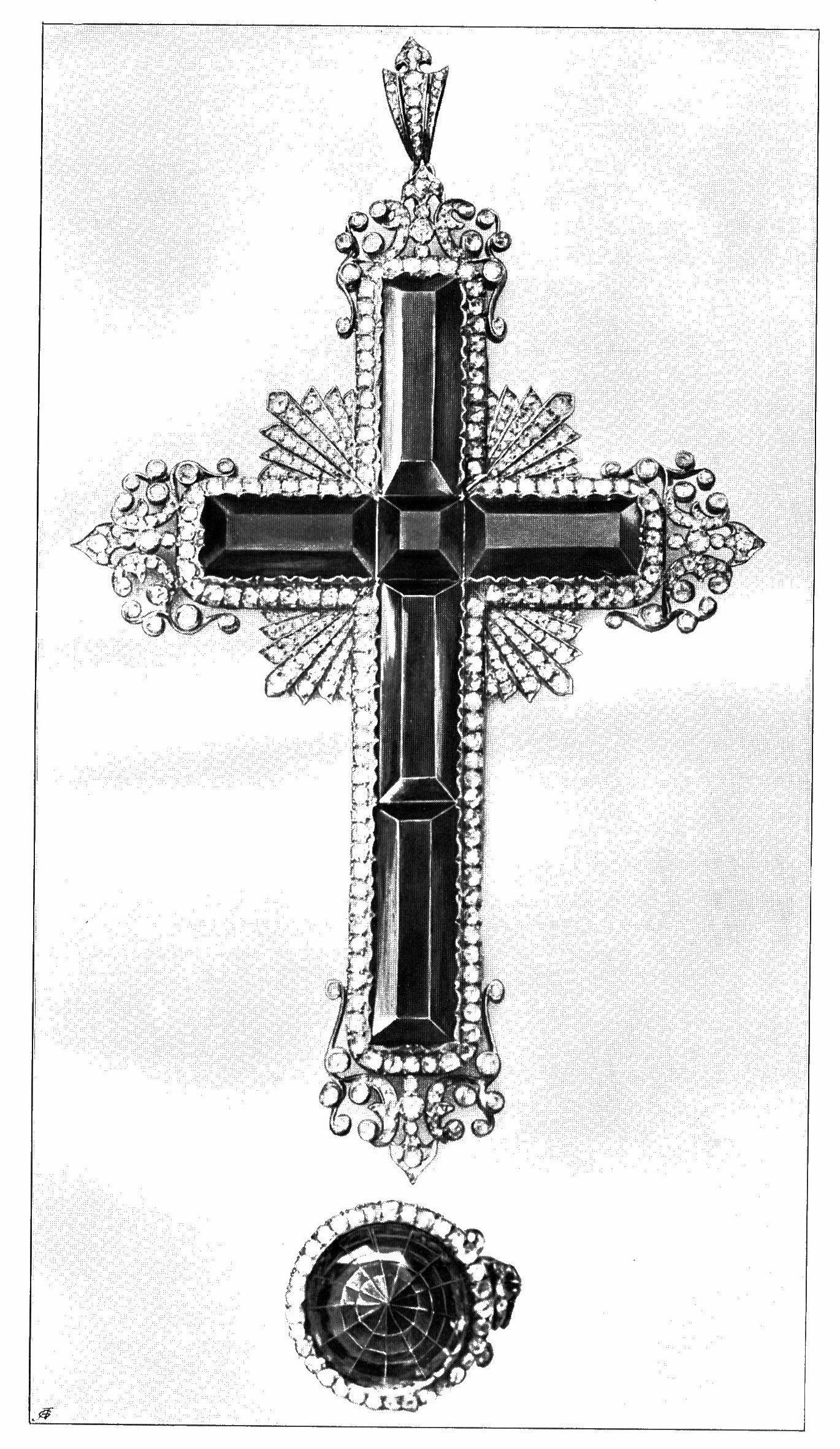
La cruz católica es otro símbolo religioso usado en la indumentaria gótica.

Los góticos son a veces estereotipados por los medios de comunicación y la opinión pública como satanistas. Sin embargo, los góticos rara vez tienen tendencias satanistas y, en caso de tenerlas, esto hace parte del fuero íntimo y personal, del mismo modo que hay góticos católicos, protestantes, neo-paganos, agnósticos, ateos, etc. Sin embargo, puede darse el caso de que, por la relación de la subcultura gótica con la estética oscura, muchos de sus miembros tengan, efectivamente, tendencias hacia el satanismo, el ocultismo y otras expresiones relacionadas.
Muchos góticos buscan liberarse de lo que ellos ven como las limitaciones de los sistemas tradicionales de creencia religiosa, por lo que adoptan el laicismo, o un acercamiento New Age a la espiritualidad. Un gran número de góticos se adhiere al agnosticismo o al panteísmo. El interés en la Wicca, el neopaganismo, el espiritualismo y el ocultismo parece ser mayor en esta subcultura que en otras. Sin embargo, el movimiento gótico no está directamente relacionado con ninguna corriente espiritual.

## Críticas, intolerancia y prejuicios
Al igual que otros estilos de vida alternativos y otras subculturas urbanas, la subcultura gótica ha recibido varias críticas. La intolerancia con la subcultura gótica va desde miradas de disgusto a agresiones. La fascinación del grupo con la belleza extravagante ha provocado ocasionalmente en la opinión pública cierta preocupación por el bienestar de los góticos, especialmente de los más jóvenes. Los medios de comunicación ocasionalmente relacionan erróneamente a los góticos con trastornos psicológicos como la depresión, o con movimientos como el satanismo, creando prejuicios negativos sobre los góticos.
Eventos como la masacre de Columbine, realizada por dos jóvenes incorrectamente relacionados con la subcultura gótica en 1999, reforzaron estos prejuicios, principalmente en los Estados Unidos.
Los informes, equivocados acerca de las raíces de la masacre, crearon una serie de prejuicios contra la comunidad gótica en ese entonces que desembocaron en muestras de rechazo y algunas agresiones.
A principios de los años 2000, los góticos fueron relacionados por la opinión pública con los emos, achacándoles, además de los prejuicios que ya existían, otros prejuicios nuevos relacionados con la tribu urbana emo, como las tendencias suicidas, la depresión y la superficialidad.
El 11 de agosto de 2007 la joven inglesa Sophie Lancaster caminaba junto con su novio, Robert Maltby, por un parque de Bacup, Inglaterra. Sophie y su novio pertenecían a la comunidad gótica, conocidos como mosher en Inglaterra. Un grupo de pandilleros adolescentes, al ver que Sophie y su novio iban vestidos como góticos, comenzó a insultarlos y a perseguirlos. Como no les prestaron atención, empezaron a golpearlos brutalmente; los derribaron al piso y comenzaron a patear sus cabezas. Cuando llegó la policía, llevaron a la pareja al hospital. Ambos habían quedado en estado de coma, pero Sophie no resistió y murió el 24 de agosto; su novio logró recuperarse. Desde entonces, la comunidad gótica de Inglaterra y de otros países siguen recordando la muerte de Sophie como una víctima de la intolerancia social.